# 野菜

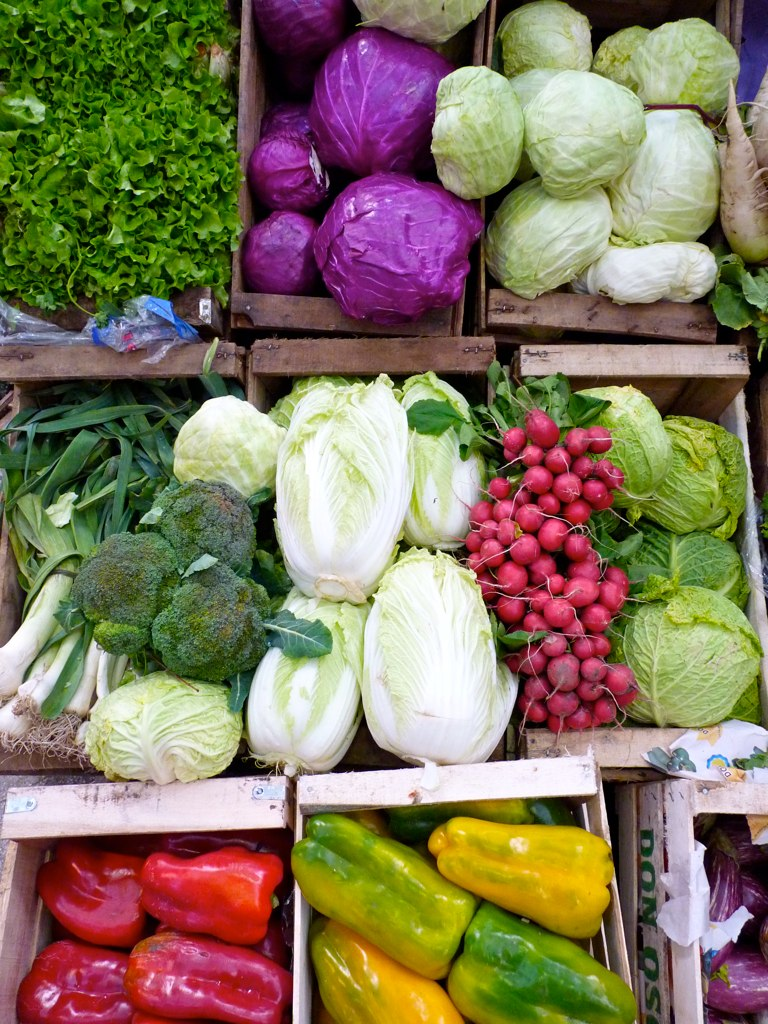
様々な野菜

野菜（やさい、英: vegetable）とは、あまり加工せずにおもに副食として利用される草本性の栽培植物のこと、またはその可食部のことである。蔬菜（そさい）や菜（さい）、青物（あおもの）ともよばれる。ただし、「野菜」は慣用的な用語であり、国や分野によって含まれる植物はやや異なるため、「野菜」を明確に定義することはできない。食用とする部位は葉や茎、根、つぼみ、花、果実、種子などさまざまであり、一般的にはこれに応じて果菜類（果実や種子を利用）、葉菜類（葉や地上茎、花を利用）、根菜類（根や地下茎を利用）に分けられる。また、香りや辛味が強い香辛野菜、カロテン含量が多い緑黄色野菜などがある。
野菜は一般的に貯蔵性が低く時期が限られたものであったが、栽培技術の発展によって日本ではおもな野菜は一年中供給されるようになっている。近年では化学肥料・農薬を使用しない有機野菜に対する需要もあり、高度に管理された野菜工場も見られるようになった。野菜の中には、生食するものや、煮るもの、焼くもの、漬物にするものなどがある。一般的に、野菜は柔軟多汁で低カロリー、ビタミンやミネラル、食物繊維に富むものが多いが、マメ類やイモ類はデンプンやタンパク質を多く含む。また、ポリフェノールなど人の健康に有用と考えられている物質を含み、生活習慣病予防などで重要視されている。

## 定義
おもに副食（主食や間食ではない）として、無加工または低加工で利用される草本性の栽培植物またはその可食部は、野菜とよばれる。蔬菜や菜、青物ともよばれる。
ただし、「野菜」は慣用的な用語であり、国や分野によって野菜に含まれる植物はやや異なるため、明確な定義はできない。たとえばメロンやスイカ、イチゴは甘く、一般的に間食に利用されるために消費分野では果物として扱われるが、草本に実ることから、日本の生産分野では野菜として扱われる。そのため、これらは特に「果実的野菜」や「果物的果菜」とよばれることがある。また、サツマイモやジャガイモなどイモ類は副食とされる際には野菜であるが、主食や加工品原料とされることも多く、野菜とは分けて扱われることもある。マメ類やトウモロコシの未熟な果実・種子（サヤエンドウ、スイートコーンなど）は野菜として扱われるが、完熟したものは穀物として扱われることが多い。ただし、完熟したものであっても、副食に用いられる場合は野菜として扱われる。コメは日本においては最も重要な主食であるが、ヨーロッパでは付け合せなどにも使われるため、野菜として扱われることがある。また、タラノキやサンショウは草ではなく木本植物であるが、副食に使われるため野菜として扱われることがある。
栽培植物である「野菜」に対して、同様に利用される野生植物は「山菜」とよばれる。一般的に、山菜は野菜に比べて栽培効率が悪いため栽培されてこなかったが、近年になって地域産品の需要や販路が拡大しており、それに伴って栽培されている例も多い（アシタバ、フキ、ウド、タラノキ、ワラビ、ゼンマイなど）。現在市場に流通している山菜の多くは栽培品であり、これらを野菜として扱うこともある。
日本では、菌類（シイタケ、エノキタケ、ナメコなど）も野菜に含めることがある。また、日本では藻類（海苔、ワカメ、ヒジキなど）の利用が多く、野菜とは別に扱われているが、他の国では野菜に含めていることが多い。
古くは、副食として用いる草本植物を「蔬菜（または菜、蔬）」と総称し、そのうち野生のものを「野菜」、栽培されるものを「園菜（園蔬、圃菜）」とよんでいた。しかし、その後は園菜の語は使われなくなり、やがて現在と同様に栽培されるものが「野菜」とよばれるようになり、また野生のものは「山菜」とよばれるようになった。ただし、官公庁などでの公式的な表現では、栽培されるものは「蔬菜」とよばれていた。しかし第二次世界大戦後に「蔬菜」の「蔬」が常用漢字外となったことから官公庁でも「野菜」の語が用いられるようになった。
英語の "vegetable" は、ラテン語の vegetabilis（活力を与える）に由来する。

## 分類

### 食用部位による分類

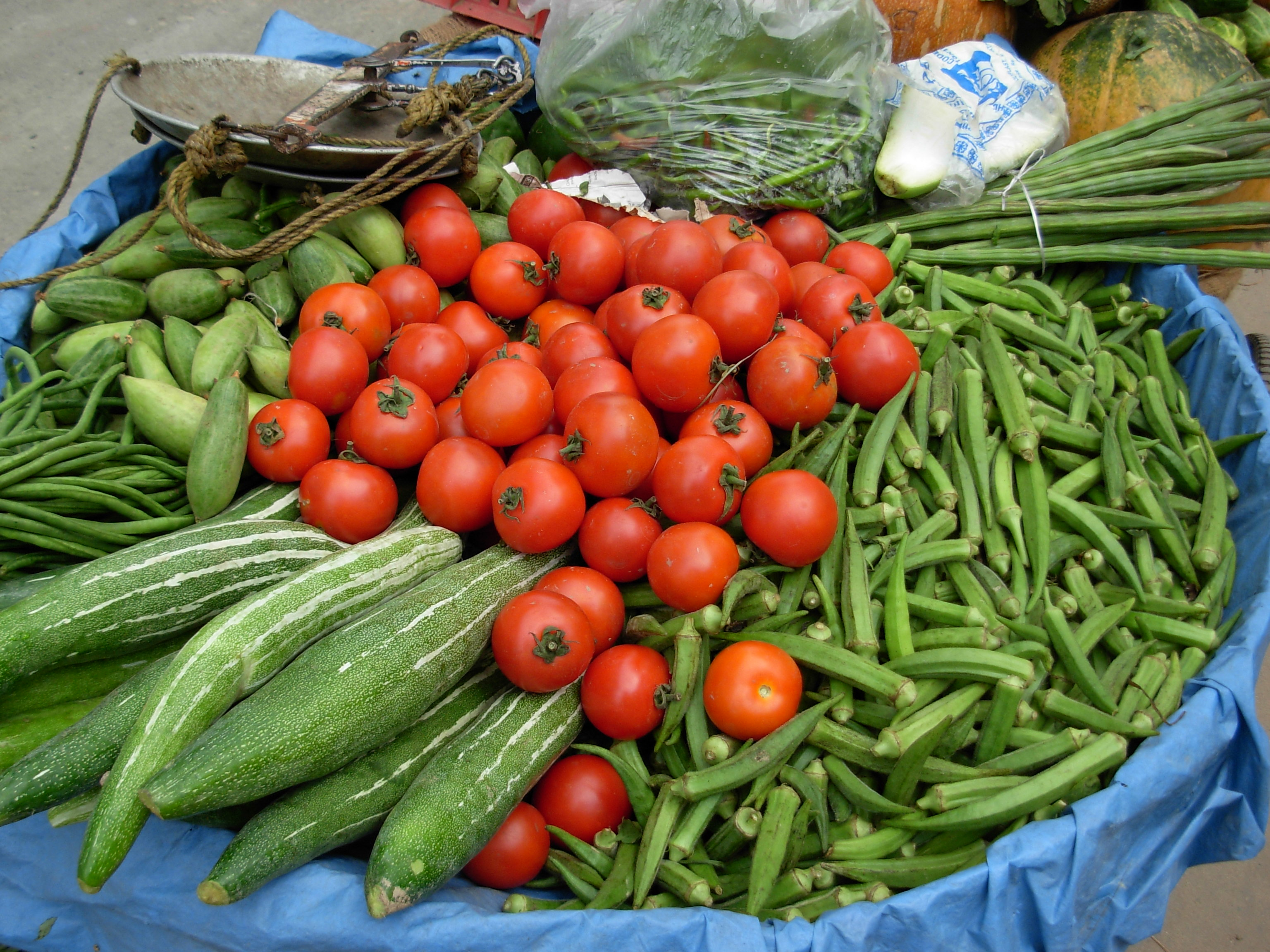
果菜類の野菜

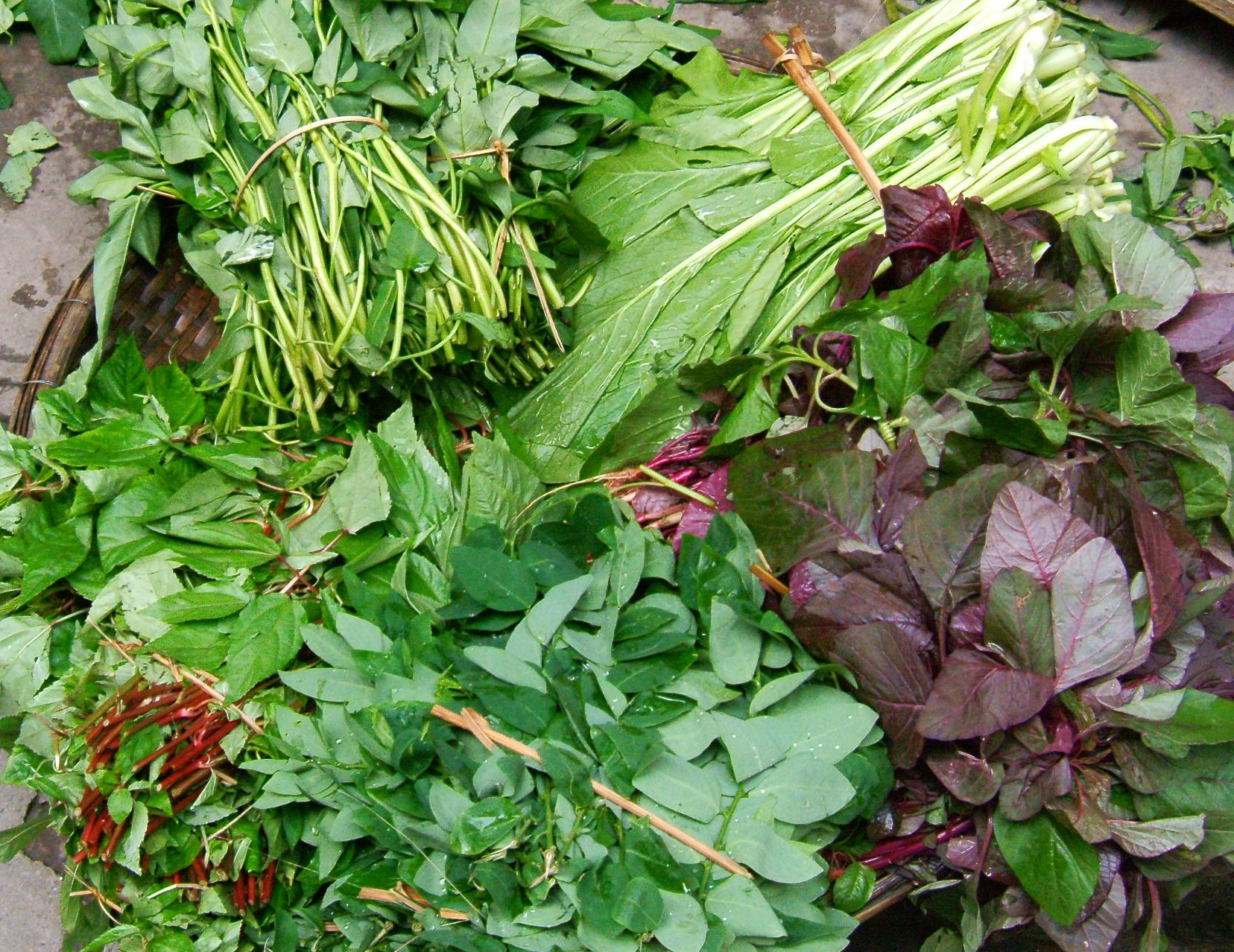
葉菜類の野菜

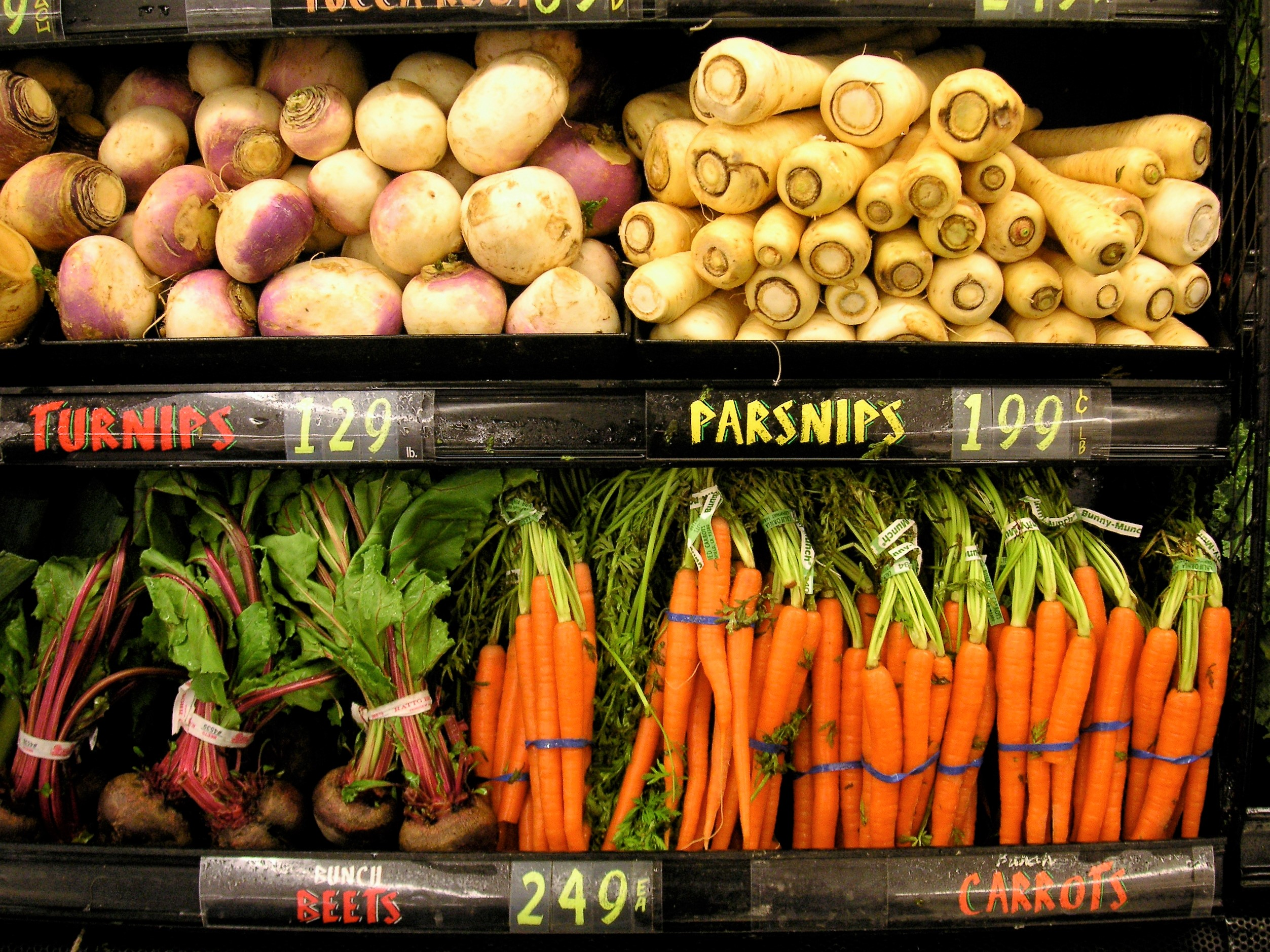
根菜類の野菜

野菜は食用とする部位の違いに基づいて分類されることがあり、果実や種子を食用部位とするものを果菜類、地上茎を食用部位とするものを茎菜類、葉や葉柄を食用部位とするものを葉菜類、花序や花を食用部位とするものを花菜類、根や地下茎を食用部位とするものを根菜類とよぶ。ただし、葉や茎、花は分けずに利用されることも多く、茎菜類や花菜類は、広義の葉菜類または葉茎菜類にまとめられることが多い。
果菜類（実もの野菜、成り物野菜ともいう）
果実や種子を食用部位とする野菜。インゲンマメなどのマメ類やトウモロコシの未成熟果は副菜に利用され野菜（果菜）として扱われるが、成熟した果実や種子は主食や加工品原料に使われることが多いため、「マメ類」や「穀類」として野菜とは分けて扱われることも多い。
葉菜類（葉もの野菜）
狭義には葉を食用部位とする野菜のことであるが、アスパラガスやウドなど地上茎を食用部とする茎菜類（茎もの野菜）や、ブロッコリーやミョウガなど花芽・花を食用部とする花菜類を含めて広義の葉菜類または葉茎菜類とすることが多い。また、カイワレダイコンやモヤシのように芽生えの茎葉を利用するものは、とくにスプラウト（新芽野菜、発芽野菜）とよばれる。
根菜類（根もの野菜）
地中にある根や地下茎（根茎、球茎、塊茎、鱗茎）を食用部位とする野菜。サツマイモ、ジャガイモ、タロイモ（サトイモなど）、ヤムイモ（ヤマノイモなど）、キャッサバなどは主食や加工品原料に使われることが多いため、「イモ類」として野菜とは分けて扱われることがある。タマネギやニンニク、ラッキョウは地中にできるため根菜として扱われることもあるが、可食部である鱗茎の主体は特殊化した葉（鱗茎葉）であり、葉菜類（葉茎菜類）として扱われることも多く、またネギやニラなど他のネギ属野菜と合わせてネギ類や鱗茎菜類として他と分けられることもある。
果菜類（および花菜類）では花を咲かせることが必要である。一方、葉菜類や根菜類では花茎が伸びて花芽が形成される（抽苔とよばれる）と、食用部分の品質が低下する。そのため、このような野菜は抽台しにくい品種や抽苔しにくい季節に栽培される。

### 系統分類学による分類
系統分類学における区分では、野菜はさまざまな科に属する。ただし、アブラナ科、マメ科、ウリ科、ナス科、キク科、セリ科などいくつかの科が特に多くの野菜を含む。以下に、一般的な被子植物の科の配列に沿って野菜を含むおもな科を列記している。同じ科に属する野菜は、味や栄養価が似ていることが多く、栽培方法にも共通点が見られる。
- ハゴロモモ科（ジュンサイ科）：ジュンサイ
- サトイモ科：タロイモ（サトイモ、ハスイモなど）
- オモダカ科：クワイなど
- ヤマノイモ科：ヤムイモ（ナガイモ、ヤマノイモなど）
- ユリ科：ユリ根など
- キジカクシ科：アスパラガスなど
- ヒガンバナ科：タマネギ、ネギ、ワケギ、ニラ、リーキ、ニンニク、ラッキョウなど
- ショウガ科：ショウガ、ウコン、ミョウガなど
- イネ科：タケノコ、トウモロコシ（スイートコーン）など
- ハス科：ハス（レンコン）
- マメ科：インゲンマメ、エンドウ、ダイズ（枝豆）、ソラマメ、ラッカセイ、リョクトウ（緑豆もやし）など
- バラ科：イチゴ、ウメ[注 1]など
- ウリ科：キュウリ、シロウリ、スイカ、カボチャ、ズッキーニ、ニガウリ、トウガンなど
- ミソハギ科：ヒシ
- ミカン科：サンショウなど
- トウダイグサ科：キャッサバなど。
- アオイ科：オクラ、モロヘイヤなど
- アブラナ科：キャベツ、ブロッコリー、カリフラワー、ハクサイ、コマツナ、ミズナ、タアサイ、チンゲンサイ、菜花、カブ、ダイコン、クレソン、ワサビなど
- ヒユ科：ホウレンソウ、オカヒジキ、ビート、スイスチャードなど
- タデ科：ヤナギタデ、ルバーブなど
- ハマミズナ科：ツルナ、アイスプラントなど
- ツルムラサキ科：ツルムラサキなど
- ヒルガオ科：サツマイモ、クウシンサイ（ヨウサイ）など
- ナス科：ナス、トマト、ピーマン、パプリカ、トウガラシ、シシトウガラシ、ジャガイモなど
- シソ科：シソ（大葉）、エゴマ、バジルなど
- キク科：レタス、シュンギク、ゴボウ、食用菊、アーティチョーク、チコリ、トレビス、エンダイブ、スイゼンジナ、フキ、ヤーコンなど
- ウコギ科：ウド、タラノキなど
- セリ科：ニンジン、セロリ、パセリ、セリ、ミツバ、アシタバ、パクチー、フェンネルなど

### 香辛野菜

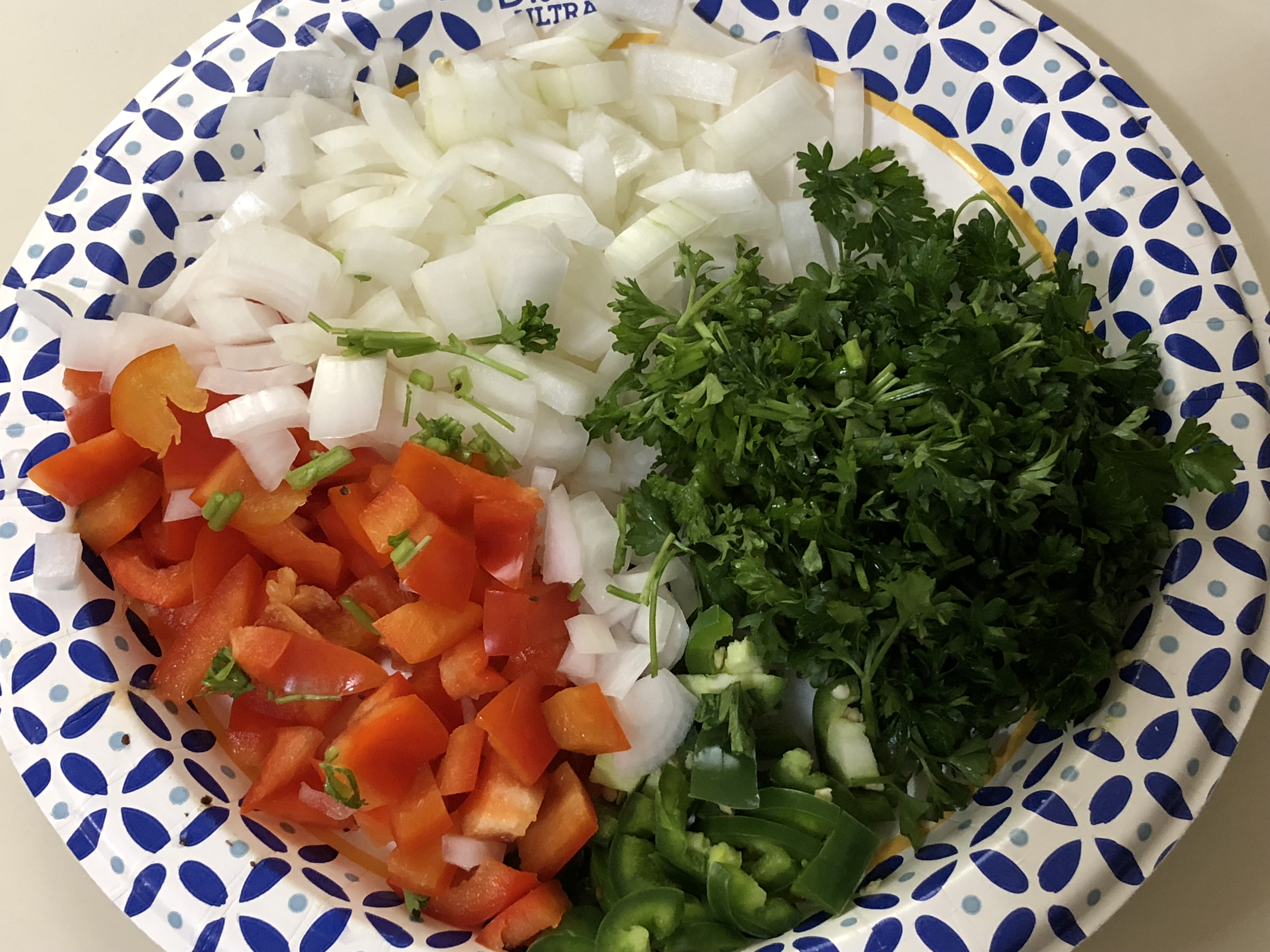
タマネギ、パセリ、トウガラシ

野菜の中には香りや辛味が強く、少量が料理に添えられたり調味に使われるものがあり、香辛野菜（香辛菜）ともよばれる。薬味やハーブとよばれるものもある。サンショウ、クレソン、カイワレダイコンなどがある。

### 緑黄色野菜と淡色野菜

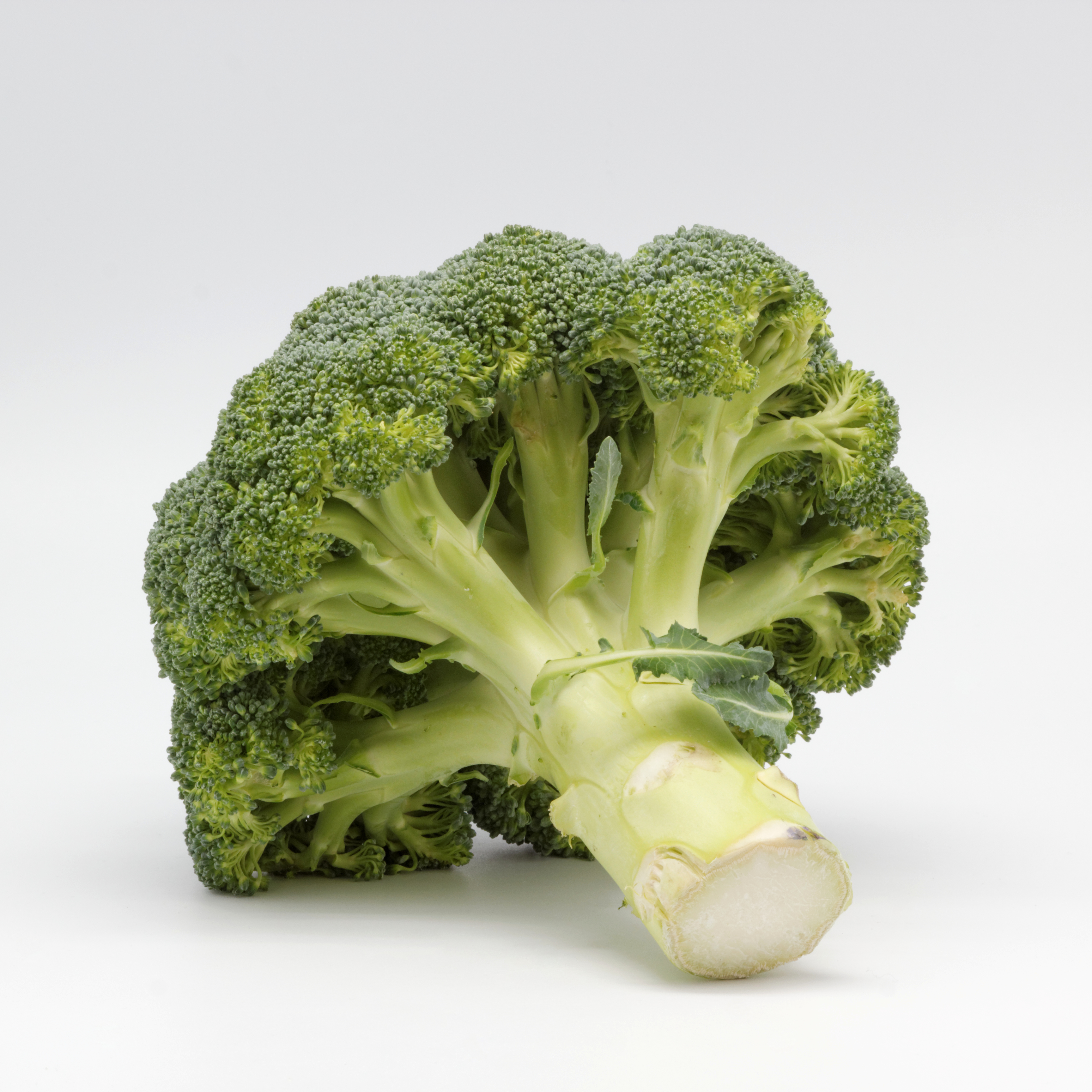
緑黄色野菜かつ西洋野菜であるブロッコリー

日本では、可食部のカロテン含有量に基づいて、野菜を緑黄色野菜と淡色野菜に分類することがある。日本の厚生労働省では「原則として可食部100グラム (g) 当たりのカロテン含量が600マイクログラム (µg) 以上の野菜」を緑黄色野菜と定義している。緑黄色野菜は色が濃い野菜が多く、ホウレンソウ、ニンジン、カボチャなどがその代表例である。トマトやピーマンなどは、この基準に入らないが、食べる回数や量が多いことから緑黄色野菜とみなされている。また、緑黄色野菜以外の野菜は、淡色野菜とよばれる。

### 西洋野菜と中国野菜
日本において、明治時代以降に欧米から導入された野菜は、西洋野菜（洋菜）とよばれる。また、日本において1970年代以降に中国から導入され普及した野菜は中国野菜とよばれる。
西洋野菜にはブロッコリー、カリフラワー、キャベツなど、中国野菜にはチンゲンサイやパクチョイ、タアサイなどがある。

### 旬による分類
近年では、おもな野菜は一年中供給されているが、本来は野菜は時期が限られ旬がはっきりしたものであった。日本では、その旬によっておもな野菜が以下のようによばれることがある。ただし、このような分類は一貫したものではなく、同一の野菜が異なる季節に分類されていることもある。
- 春野菜 - 春キャベツ、菜花、スナップエンドウ、フキノトウ、ウド、新タマネギ、アスパラガス、タケノコなど[45][46][50]。
- 夏野菜 - トマト、ナス、ピーマン、シシトウガラシ、シソ（大葉）、枝豆、サヤインゲン、キュウリ、ズッキーニ、トウガン、オクラ、トウモロコシ、ニンニク、ニラなど[45][46][47]。
- 秋野菜 - サツマイモ、ジャガイモ、シュンギク、レンコン、ナガイモ、キノコ類など[45][46][48]。
- 冬野菜 - キャベツ、ブロッコリー、カリフラワー、ハクサイ、コマツナ、ホウレンソウ、ダイコン、サトイモなど[45][46][49]。

### 高原野菜

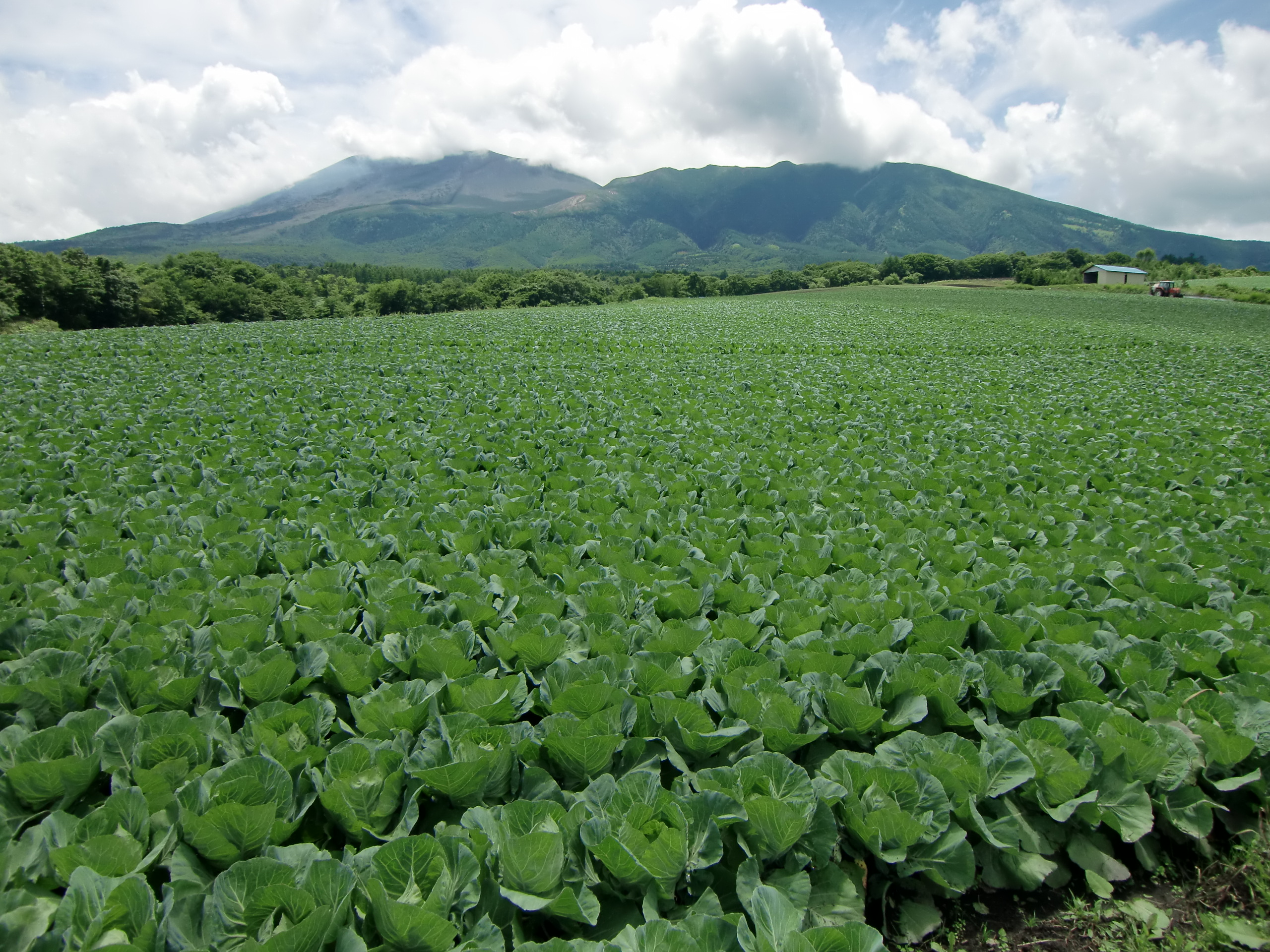
嬬恋村（群馬県）におけるキャベツ栽培

日本において、夏でも涼しい標高1,000メートル前後の高原で栽培される野菜は、高原野菜（こうげんやさい）または高冷地野菜（こうれいちやさい）とよばれる。高原野菜の利点は、夏の平地では栽培が難しい野菜を独占的に栽培できるところにあるが、栽培期間が短く、通常は年1作のみである。代表的なものとして、レタス、ハクサイ、キャベツなどがある。明治半ばに、長野県の軽井沢において避暑に訪れる外国人客向けとして栽培が始まり、大正末期から東京など大都市に出荷されるようになった。

## 代表的な野菜
下表には、FAOSTAT（国際連合食糧農業機関のデータベース）において世界生産量が100万トン以上のもの（2022年）、および日本における指定野菜（***; 消費量が多く、収穫量と出荷量が毎年調査される）と特定野菜（**; 指定野菜に準ずる野菜）を記している（下記参照）。下表の中でメロン、スイカ、イチゴはふつう果物として扱われるが、草本に実るため日本の生産分野では野菜（果実的野菜、果物的果菜）として扱われている。また、マメ類やトウモロコシの完熟品、イモ類（ジャガイモ、サツマイモ、ヤムイモなど）は主食や加工品原材料に利用されることも多く、野菜とは別に扱われることもある（上記参照）。
下表は、果菜、葉菜（茎菜、花菜を含む）、根菜、菌類の順で表記してある。ただし、同一の植物種の別の器官（葉と根など）が食用とされることもある（ダイコンなど）。
| 代表的な野菜 | 代表的な野菜                                                          | 代表的な野菜                       | 代表的な野菜           | 代表的な野菜                   | 代表的な野菜                 |
| 画像         | 名前                                                                  | 分類                               | 食用部位               | 原産地                         | 2022年世界生産量 (100万トン) |
| ------------ | --------------------------------------------------------------------- | ---------------------------------- | ---------------------- | ------------------------------ | ---------------------------- |
|              | トマト***                                                             | ナス科 Solanum lycopersicum        | 果実                   | 南米                           | 186.1                        |
|              | ナス***                                                               | ナス科 Solanum melongena           | 果実                   | 南アジア                       | 59.3                         |
|              | トウガラシ、シシトウガラシ**、ピーマン***、パプリカなど               | ナス科 Capsicum annuum             | 果実                   | 中米                           | 41.8                         |
|              | キュウリ***                                                           | ウリ科 Cucumis sativus             | 果実                   | 南アジア                       | 94.7                         |
|              | メロン**、マクワウリ、シロウリなど                                    | ウリ科 Cucumis melo                | 果実                   | アフリカ                       | 28.5                         |
|              | スイカ**                                                              | ウリ科 Citrullus lanatus           | 果実                   | アフリカ                       | 99.9                         |
|              | ニガウリ**（ツルレイシ、ゴーヤ）                                      | ウリ科 Momordica charantia         | 果実                   | 熱帯アジア                     |                              |
|              | カボチャ**、ズッキーニなど                                            | ウリ科 Cucurbita spp.              | 果実                   | 中米から南米                   | 22.8                         |
|              | インゲンマメ（サヤインゲン**など）                                    | マメ科 Phaseolus vulgaris          | 果実、種子、葉         | 中米                           | 29.6                         |
|              | エンドウ（サヤエンドウ**、グリーンピース**など）                      | マメ科 Pisum sativum               | 果実、種子、スプラウト | 地中海沿岸から中東             | 35.1                         |
|              | ダイズ（枝豆**など）                                                  | マメ科 Glycine max                 | 果実、種子、スプラウト | 中国                           | 34.8                         |
|              | ソラマメ**                                                            | マメ科 Vicia faba                  | 種子                   | 北アフリカから西アジア         | 7.7                          |
|              | オクラ**                                                              | アオイ科 Abelmoschus esculentus    | 果実                   | 東北アフリカ                   | 11.2                         |
|              | イチゴ**（オランダイチゴ）                                            | バラ科 Fragaria x ananassa         | 果実                   | オランダ                       | 9.5                          |
|              | リョウリバナナ（プランテンなど）                                      | バショウ科 Musa × paradisiaca など | 果実、茎葉             | 東南アジア                     | 44.1                         |
|              | トウモロコシ（スイートコーン**など）                                  | イネ科 Zea mays                    | 果実                   | 中米または南米                 | 9.8                          |
|              | ホウレンソウ***                                                       | ヒユ科 Spinacia oleracea           | 葉                     | 西南アジアから中央アジア       | 33.1                         |
|              | キャベツ***、カリフラワー**、ブロッコリー**など                       | アブラナ科 Brassica oleracea       | 葉、腋芽、茎、花芽     | 地中海沿岸域                   | 72.6 26.0                    |
|              | ハクサイ***、コマツナ**、ミズナ**、チンゲンサイ**など ※カブと同種     | アブラナ科 Brassica rapa           | 茎葉、花芽             | ヨーロッパ西南部から西南アジア |                              |
|              | レタス***                                                             | キク科 Lactuca sativa              | 茎葉                   | 地中海沿岸域から中近東         | 27.1                         |
|              | アーティチョーク                                                      | キク科 Cynara scolymus             | 花芽                   | 地中海沿岸域                   | 1.5                          |
|              | フキ**                                                                | キク科 Petasites japonicus         | 葉柄、花茎             | 日本                           |                              |
|              | シュンギク**                                                          | キク科 Glebionis coronaria         | 茎葉                   | 地中海沿岸域                   |                              |
|              | ミツバ**                                                              | セリ科 Cryptotaenia canadensis     | 茎葉、根               | 日本                           |                              |
|              | セロリ**                                                              | セリ科 Apium graveolens            | 茎葉、根、種子         | 地中海沿岸域                   |                              |
|              | アスパラガス**                                                        | キジカクシ科 Asparagus officinalis | 茎                     | 南ヨーロッパ                   | 8.8                          |
|              | ミョウガ**                                                            | ショウガ科 Zingiber mioga          | 花芽、茎               | アジア東部                     |                              |
|              | ネギ***、ニラ**、リーキ、ワケギ**など                                 | ヒガンバナ科 Allium spp.           | 葉                     | 中国など                       | 2.1                          |
|              | タマネギ***、エシャロット                                             | ヒガンバナ科 Allium cepa           | 鱗茎                   | 中央アジア                     | 115.5                        |
|              | ニンニク**                                                            | ヒガンバナ科 Allium sativum        | 鱗茎、茎葉             | 中央アジア                     | 29.1                         |
|              | ラッキョウ**                                                          | ヒガンバナ科 Allium chinense       | 鱗茎                   | インドから中国                 |                              |
|              | ダイコン***（カイワレダイコンを含む）、ハツカダイコン（ラディッシュ） | アブラナ科 Raphanus sativus        | 根、葉、スプラウト     | ヨーロッパ                     |                              |
|              | カブ** ※ハクサイ、ミズナ、コマツナ、チンゲンサイなどと同種            | アブラナ科 Brassica rapa           | 根（胚軸）、葉         | ヨーロッパ西南部から西南アジア | 42.2                         |
|              | ニンジン***                                                           | セリ科 Daucus carota               | 根、葉                 | 中央アジア                     | 42.2                         |
|              | ゴボウ**                                                              | キク科 Arctium lappa               | 根、葉                 | ユーラシア                     |                              |
|              | サツマイモ**                                                          | ヒルガオ科 Ipomoea batatas         | 根                     | 中南米                         | 86.4                         |
|              | キャッサバ                                                            | トウダイグサ科 Manihot esculenta   | 根                     | 中南米                         | 330.4                        |
|              | ジャガイモ***                                                         | ナス科 Solanum tuberosum           | 地下茎                 | 南米                           | 374.7                        |
|              | ハス（レンコン**）                                                    | ハス科 Nelumbo nucifera            | 地下茎                 | 中国またはエジプト             |                              |
|              | タロイモ（サトイモ***、ハスイモなど）                                 | サトイモ科 Colocasia spp. など     | 地下茎、葉柄           | 東南アジアなど                 | 17.7                         |
|              | ヤムイモ（ヤマノイモ**、ナガイモなど）                                | ヤマノイモ科 Dioscorea spp.        | 地下茎（担根体）       | 世界の熱帯域                   | 88.2                         |
|              | ショウガ**                                                            | ショウガ科 Zingiber officinale     | 地下茎、葉             | 不明                           | 4.8                          |
|              | シイタケ**                                                            | ツキヨタケ科 Lentinula edodes      | 子実体                 | 東アジアから東南アジア         |                              |

## 歴史

### 野菜の誕生
人類による農耕は、約1万年前に始まったと考えられている。中近東では、このころオオムギやコムギとともに、エンドウやヒラマメの栽培が始まった。また紀元前6000–5000年ごろにタマネギなどの栽培が始まったとされるが、多くの野菜は紀元前1000年以降に成立したと考えられている。20世紀前半に、バビロフ（N. I. Vavilov）はさまざまな情報から野菜を含む栽培植物の起源地を推定し、その多くが中国、インドから東南アジア、中央アジア、近東、地中海沿岸、アフリカ（サヘル地帯およびエチオピア高原）、中米、南米（主にアンデス山脈）の8地域を起源としていると考えた（下表）。この説は現在でも主要な点は受け入れられているが、疑問視される点もある。また主食の栽培については、四大文明などで見られた穀物の「種子農業」の他に、ヤムイモやタロイモ、バナナ（これらは現在、野菜として扱われることもある）の株分けなどによる「栄養体農業」（根菜農耕）も古い起源をもつと考えられ、これが最古の農業とする意見もある。
| 地域                                       | 代表的な栽培植物                                                                           |
| ------------------------------------------ | ------------------------------------------------------------------------------------------ |
| 中国（西部から中部）                       | ダイズ、アズキ、モモ、ハクサイ、ソバなど                                                   |
| インドから東南アジア                       | イネ、サトウキビ、バナナ、ココヤシ、タロイモ、キュウリ、ナスなど                           |
| 中央アジア                                 | タマネギ、ソラマメ、リンゴ、西洋ナシ、ホウレンソウ、ダイコン、ブドウなど                   |
| 近東（小アジアからカスピ海東方）           | コムギ、オオムギ、ライムギ、ニンジンなど                                                   |
| 地中海沿岸                                 | オリーブ、アスパラガス、エンドウ、ヒヨコマメ、キャベツ、サトウダイコン、レタスなど         |
| アフリカ（サヘル地帯およびエチオピア高原） | モロコシ、オクラ、コーヒー、ゴマなど                                                       |
| 中米                                       | トウモロコシ、インゲンマメ、ニホンカボチャ、トウガラシ、サツマイモなど                     |
| 南米（主にアンデス山脈）                   | パイナップル、ラッカセイ、セイヨウカボチャ、キャッサバ、トマト、トウガラシ、ジャガイモなど |

野生植物が野菜となっていく過程では、野菜として望ましい特徴をもつものが選抜されていった。近縁の野生植物と比べ、野菜は食用部位が発達しており、果菜類では果実が、葉茎菜類では茎葉が、根菜類は根や地下茎が大きくなっている。最初期の栽培トウモロコシは長さ数センチメートルほどで各果実（"粒"）も小さく不整列であったが、時代を追って現在のように全体も各果実も大型で整列したものへと変わっていったことが知られている。また、短期間で収穫できるように成長が速く、さらに芽生え、成長、結実が揃っているものが望まれ、品種改良されていった（#育種参照）。

### 日本における歴史
フキ、セリ、ミツバ、ウドなど、日本原産の野菜も存在するが、ほとんどの野菜は日本列島の外で栽培化された後に持ち込まれたものである。
その移入の歴史は古く、縄文時代の遺跡である福井県の鳥浜貝塚において、リョクトウ、エゴマ、シソなどの果実・種子が出土し、縄文時代前期（約6000年前）には栽培されていたと考えられている。この発見は、弥生時代の稲作伝来以前からすでに農耕が行われていたこと、および縄文時代にすでに遠隔地で栽培化されていた野菜（リョクトウやエゴマ、シソはインドから東南アジア原産）が伝来するほどの広範囲な交流があったことを示唆している。また、鳥浜遺跡ではゴボウも報告されている。ゴボウは、中国では古くから薬用として利用されていたが、日本で野菜として栽培化されたと考えられており、10世紀には日本の文献に見られるようになる。
1世紀ごろまでにはゴマ、サトイモ、ニンニク、ラッキョウ、ヤマイモ、トウガンなどが伝来しており、古墳時代にはナス、キュウリ、ササゲ、ネギが伝来した。
古事記や日本書紀にはカブやダイコン、セリ、ニラ、アズキ、ダイズ、マクワウリ、ハス、タケノコの、万葉集にはジュンサイ、ヒシ、タデなどの記述が存在する。このほか、現代ではあまり食用にはされない水葱（なぎ、現代のミズアオイやコナギ）や羊蹄（しのね、現代のギシギシ）、蕃菜（現代のアサザ）などが食用とされていた。万葉集にはレタスも「萵苣」（わきょ/ちしゃ）の名で記されている（結球性のレタスは明治時代になってからの伝来）。
江戸時代に入り、経済が成長すると野菜の需要も高まり、特に一大消費地である江戸の周辺では大量の野菜が栽培され都市へ運び込まれるようになった。小松菜や練馬大根などのように、地名をつけブランド化する野菜が現れ始めたのもこのころである。こうした傾向は江戸に限ったことではなく、京野菜や加賀野菜をはじめ、各地で特色ある野菜が開発され定着したのも江戸時代のことであった。またニンジンやホウレンソウ、ジャガイモ、サツマイモも江戸時代に伝来し、江戸時代後期には野菜の種類は著しく増加した。
明治時代に入ると文明開化の潮流とともに、タマネギやトマト、キャベツをはじめとする西洋野菜が多く流入した。また第二次世界大戦後では、1975年以降にさまざまな中国野菜が伝来し、日本の野菜はより多様なものとなった。

## 育種
上記のように、野生植物から野菜になる過程でより望ましいものが選抜され、また長い栽培の歴史の中でより利用価値が高い品種（栽培品種）が作出されてきた（育種）。現在では、野菜が供給される際には、生産者、流通・加工業者、消費者（摂食者）の間を流通することになるが、それぞれにとって望ましい性質がある。生産者にとっては栽培が容易であり（病虫害や環境変化への耐性）、生産量が多く、高価で一定の形状であることが望ましい。流通・加工業者にとっては、流通が容易で貯蔵性が高いこと、安価で大量に安定的に入手できること、高価に販売できることが望ましい。消費者にとっては、新鮮で外観、栄養成分、食味が良く、安全であり、安価であることが望ましい。このようなさまざまな要望に応える形で、さまざまな品種改良が行われている。

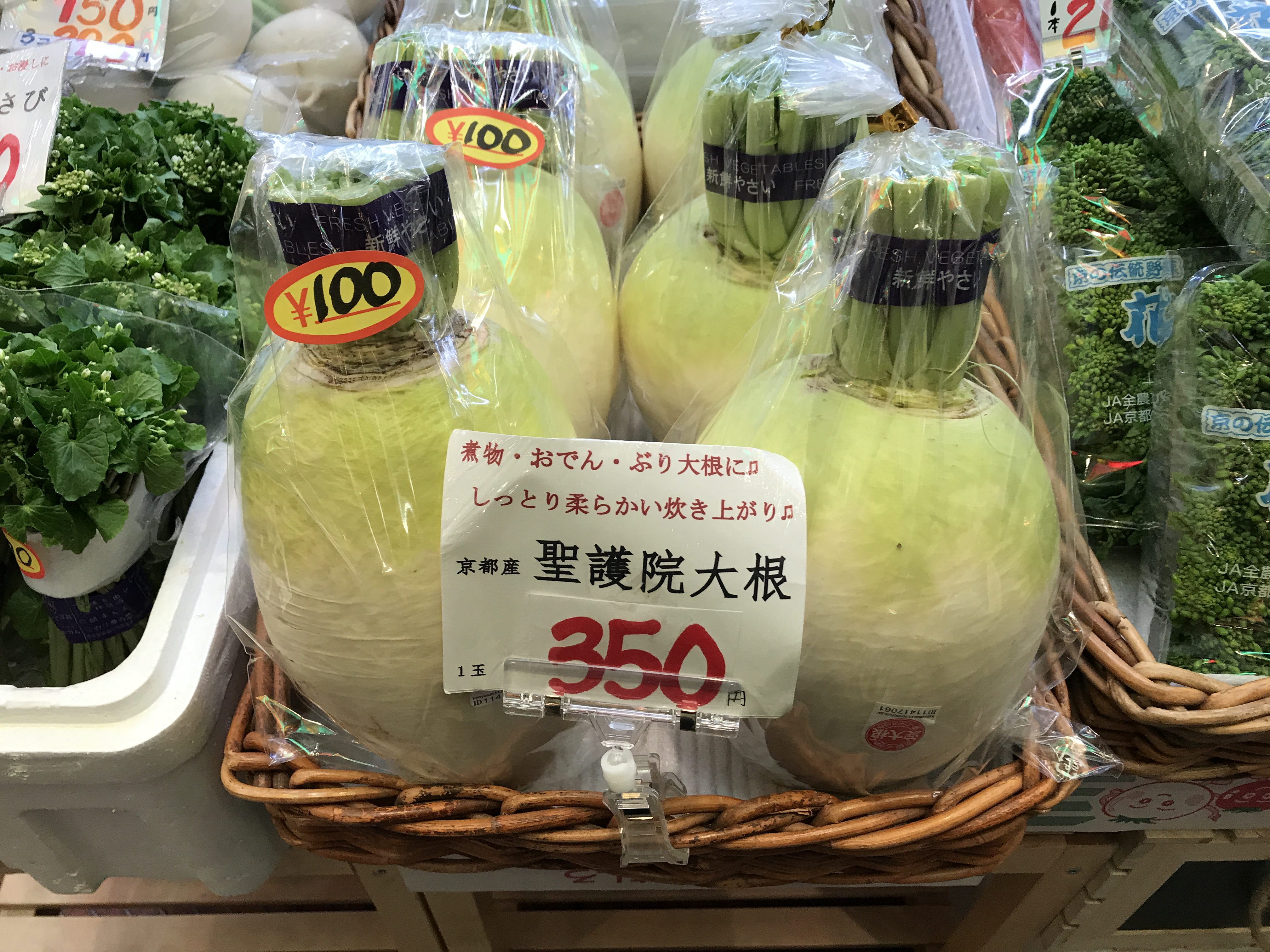
在来品種である聖護院大根

遺伝的変異体の入手には、栽培したものの中からの選抜、他の地域からの導入、人為的な交雑、倍数化、突然変異の誘起などがある。また近年では、特定の遺伝子を改変（外来遺伝子の挿入、既存遺伝子の編集など）による品種も作出されている（下記参照）。これらを元に、優良な個体から種子を取ることを繰り返し、特性を固定していくことで遺伝的に均一な品種が作出され、このような品種は固定品種（固定種）とよばれる。また、特定の地域で長年維持されてきた品種は在来品種（在来種、地方品種）とよばれる。一般的に、在来品種は近代的な育種の対象とはならなかったため、遺伝的多様性が残っている。在来品種の中には、京野菜や加賀野菜など、地域ブランド化されている例もある。
現在、日本で流通している野菜の多くは、F1品種（一代雑種、雑種第一代、交配種、ハイブリッド品種）である。日本におけるF1品種の普及は1955年ごろから始まり、21世紀にはキク科やマメ科を除いて栽培される野菜の多くはF1品種となっている。F1品種は、それぞれほぼ純系だが互いにやや遠縁な両親の間の交雑による第一代目雑種のことであり、両親の長所を併せもち、雑種強勢により大きさ、耐性、収量などの点で両親をしのぐことがあると同時に、個体どうしがよくそろっている。ただし、このような最適な組み合わせを見出すためには多数の試行が必要である。自殖性（自家受精を行う）の野菜では雑種を得ることが難しいが、雄蕊の葯を除去（除雄）したり雄性不稔の遺伝的性質を付与するなどして、F1品種を得ることが行われている。ただし、F1品種の特性は一代限りであり、第二代目以降ではふつう雑種強勢が失われ、また特性が不ぞろいになるため、F1品種から種子を取って翌年栽培しても一代目と同じ特性の野菜には育たない。そのため、F1品種では種苗会社が種子を生産し、栽培農家が毎年その種子を購入する必要がある。
同一の野菜において、さまざまな栽培品種が作出されていることがある。品種名には、産地の名前が由来となっているもの、地域で特別に名付けたもの、品種改良を行った人物や種苗会社が名付けたものなどさまざまである。品種名がそのまま商品名（商標名）となったり、同じ品種でも産地によって異なる商標名になることもあり、地域の特産品になるとブランド名として独自の名前をつけることもある。

## 生産

### 世界
下表では、2021年における野菜生産量が多い国を列記している。生産量が最も多い国は中華人民共和国であり、一国で世界の半分以上の生産量があった。2位以下はインド、アメリカ合衆国、トルコ、ナイジェリア、エジプトの順となっている。野菜耕地面積も、中国が飛び抜けて広い。一方、単位面積当たりの野菜の収穫量が多い国は、ウズベキスタン、大韓民国、スペインなどである。
| 国             | 栽培面積 （1,000ヘクタール） | 単収（トン/ha） | 生産量 （1,000トン） |
| -------------- | ---------------------------- | --------------- | -------------------- |
| 中華人民共和国 | 23,394                       | 25.7            | 602,344              |
| インド         | 8,897                        | 15.5            | 137,988              |
| アメリカ合衆国 | 829                          | 33.7            | 27,917               |
| トルコ         | 677                          | 39.4            | 26,646               |
| ナイジェリア   | 4,142                        | 3.8             | 15,795               |
| エジプト       | 639                          | 24.4            | 15,571               |
| メキシコ       | 695                          | 21.2            | 14,747               |
| ロシア         | 490                          | 27.6            | 13,544               |
| スペイン       | 338                          | 40.0            | 13,536               |
| インドネシア   | 1,198                        | 10.9            | 13,010               |
| イタリア       | 332                          | 34.5            | 11,441               |
| ベトナム       | 1,003                        | 10.7            | 10,741               |
| ウズベキスタン | 222                          | 46.6            | 10,348               |
| 日本           | 370                          | 27.5            | 10,177               |
| ウクライナ     | 461                          | 21.6            | 9,959                |
| 大韓民国       | 230                          | 42.5            | 9,769                |
| イラン         | 323                          | 28.9            | 9,331                |
| ブラジル       | 350                          | 24.5            | 8,572                |
| アルジェリア   | 301                          | 25.4            | 7,652                |
| バングラデシュ | 709                          | 10.3            | 7,318                |
| パキスタン     | 584                          | 12.1            | 7,074                |
| 世界総計       | 58,034                       | 19.9            | 1,154,598            |

### 日本
日本における野菜の生産量は1980年ごろをピークとして年々減少しており、2020年には1150万トンほどであった。1960–1970年代には野菜自給率はほぼ100%であったが、次第に減少している。家計消費用の野菜においては国産割合がほぼ100%であるが、加工・業務用の野菜における国産割合は約7割となっている。作付面積は減少しているが、全農業作付面積に占める割合は13–14%ほどでほぼ一定である。産出額は1980年代から2兆数千億円でほぼ一定している。また、1人あたりの野菜供給量も1980年代までは 300 g/日 以上あったが、2020年には 244 g/日まで減少している。
| 年   | 生産量 (1,000トン) | 輸入量 (1,000トン) | 自給率 (%) | 作付延べ面積 (ha) ［全作付延べ面積に 占める割合 (%)］ | 産出額 (億円) ［農業総産出額に 占める割合 (%)］ | １人当たり供給量 (g/日) |
| ---- | ------------------ | ------------------ | ---------- | ----------------------------------------------------- | ----------------------------------------------- | ----------------------- |
| 1960 | 11,742             | 16                 | 100        | 811,600［10］                                         | 1,741［9］                                      | 273.1                   |
| 1970 | 15,328             | 98                 | 99         | 838,100［13］                                         | 7,400［16］                                     | 316.2                   |
| 1980 | 16,634             | 495                | 97         | 761,500［13］                                         | 19,037［19］                                    | 309.4                   |
| 1990 | 15,845             | 1,551              | 91         | 735,900［14］                                         | 25,880［23］                                    | 297                     |
| 2000 | 13,704             | 3,124              | 81         | 619,500［14］                                         | 21,139［23］                                    | 280.6                   |
| 2010 | 11,730             | 2,783              | 81         | 547,900［13］                                         | 22,485［28］                                    | 241.5                   |
| 2020 | 11,511             | 2,987              | 80         | 521,300［13］                                         | 22,520［25］                                    | 244.2                   |

日本では、野菜農業の健全な発展と消費の安定のため、野菜生産出荷安定法（野菜法）によって、主な野菜について生産および出荷の安定と価格の安定を図っている。そのため、主な野菜について、一定の生産地域の生産および出荷の近代化を計画的に推進するとともに、その価格が著しく低落した場合の生産者補給金の交付、あらかじめ締結した契約に基づき野菜の確保を要する場合における交付金の交付等の措置を定めている。生産者補給金は、補償基準額（平均価格の9割）を下回った場合（最低基準額あり）に、出荷数量に応じて、最大で差額の90%が補填される。ただし、指定産地で生産されたものであること、登録出荷団体を通じてまたは登録生産者が出荷したものであること、指定された市場等へ一定の出荷期間内に出荷されものであることなどの要件を満たしている必要がある。この法律が適用される野菜は指定野菜とよばれ、トマト、ナス、ピーマン、キュウリ、キャベツ、ハクサイ、レタス、ホウレンソウ、ネギ、タマネギ、ダイコン、ニンジン、ジャガイモ、サトイモの14品目が指定されており、また2026年にはこれにブロッコリーが加わる。指定野菜の出荷量は、野菜全体の約7割を占めている。また、特定産地における、指定野菜に準ずる35品目の野菜（野菜全体の作付面積の37%、出荷量の23%を占める）では、販売価格が平均価格の8割を下回るとその差額の80%が補填される。このような野菜は特定野菜とよばれ、シシトウガラシ、カボチャ、スイカ、メロン（温室メロンを除く）、ニガウリ、枝豆、グリーンピース、サヤインゲン、サヤエンドウ、ソラマメ（乾燥品を除く）、オクラ、イチゴ、スイートコーン、ブロッコリー、カリフラワー、コマツナ、ミズナ、チンゲンサイ、ミツバ、セロリ、シュンギク、フキ、アスパラガス、ミョウガ、ニラ、ワケギ、ニンニク、ラッキョウ、カブ、ゴボウ、サツマイモ、ヤマノイモ、レンコン、ショウガ、シイタケ（生）の35品目が指定されている。

## 栽培

### 繁殖
野菜の多くは種子によって増やす（種子繁殖）が、一部の野菜では種イモなどを用いて増やす（栄養繁殖）。種子は一般に貯蔵・輸送が容易であり、病原体フリーであり、ふつう繁殖効率がよい。ただし、貯蔵が難しい種子や、植物体あたりの種子数が少なく繁殖効率がよくない植物もあり、このような場合は種子繁殖は向かない。種子は基本的に病原体フリーであるが、病原体が種子に侵入することもあり、生産された種子や輸入された種子は徹底的な抜き打ち検査が行われている。栄養繁殖は初期段階が省略され初期成長が早く、遺伝的に均一で親と同一であることが利点となる。ただし上記のように、現在では種子繁殖であっても遺伝的には均一であることが多い（固定品種、F1品種）。
成熟した種子は休眠状態にあり、ふつう保存が可能であるが、ワサビのように乾燥すると発芽能を失う難貯蔵性種子 (リカルシトラント型種子、recalcitrant seed) もある。また貯蔵可能な普通種子(オーソドックス型種子、orthodox seed) の中では、ダイズのような大型の種子は一般的に種子寿命が短いが、トマトやオクラのように乾燥状態では100年以上保存可能なものがある。遺伝子資源の保存として、さまざまな研究機関が種子の保存事業を行なっている。

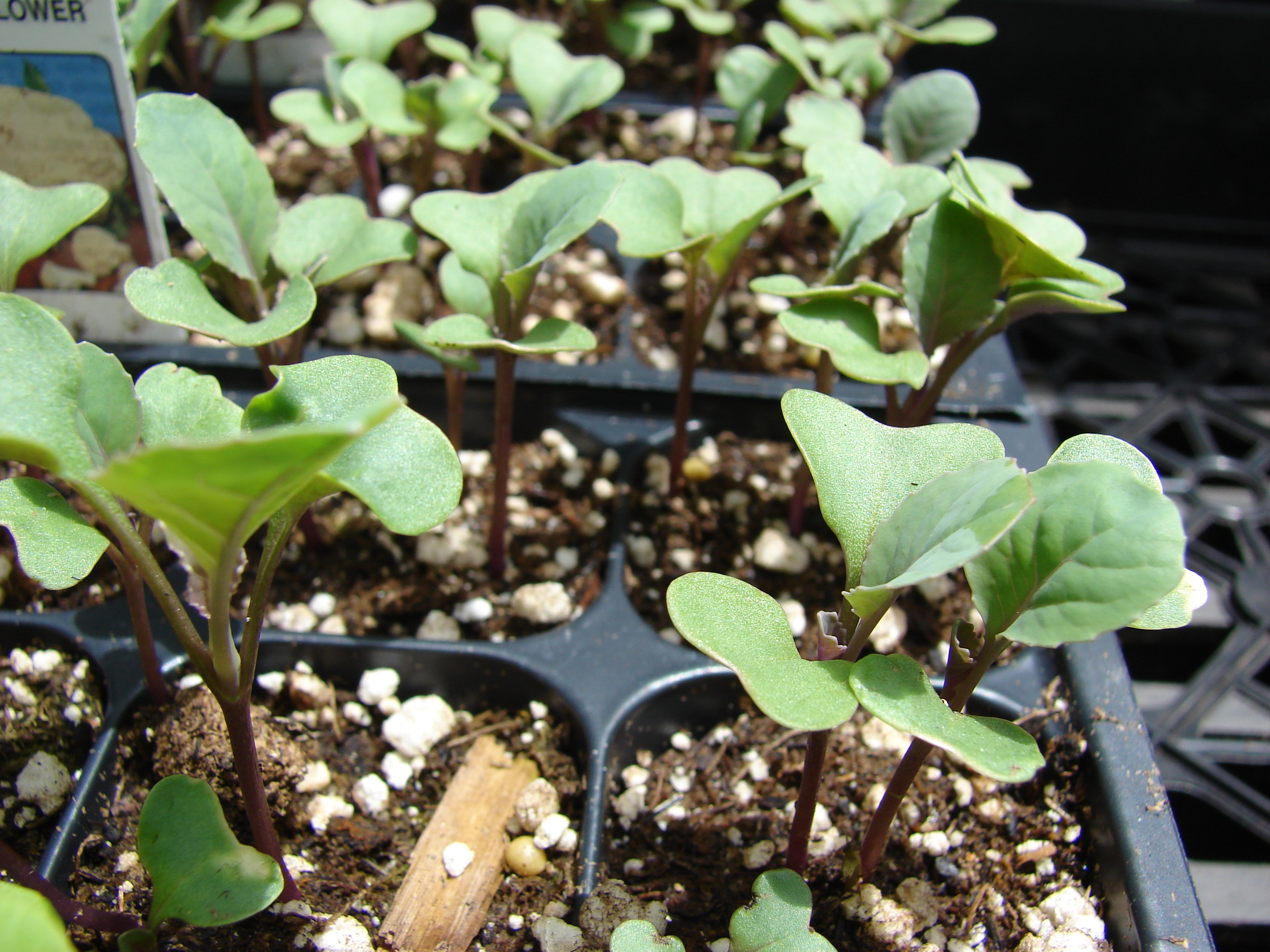
セルトレイで育苗されているカリフラワーの苗

ダイコンやニンジンなどの直根類では、移植することによって食用部となる主根が変形してしまうため圃場に直接播種されるが、その他の野菜は一定期間本圃とは異なる場所で苗として育てられてから本圃に移植されることが多い。この育苗の部分は産業的に分離しており、苗を購入することもできる。育苗の利点は、集約的に管理できるため温度変化、乾燥、降雨、強風、病害虫などから幼植物を保護しやすいこと、不良苗の淘汰ができること、本圃の占有期間を短くできることなどがある。育苗にはポットやそれを連結したセルトレイ (plug tray) が用いられ、特に後者では土入れ、播種、育成、定植が集約的に自動化可能になっている。この播種の自動化のため、種子の大きさを揃え、また発芽率を高めるためにコーティングをした種子（ペレット種子、コート種子、コーティング種子、pelleted seed）も開発されている。また、種子が揃って発芽することも重要であり、それぞれの野菜種において、種子の休眠を打破して一斉に発芽する技術が開発されている。吸水のコントロールによって発芽を揃える方法は、種子プライミング (seed conditioning) とよばれ、浸透圧によって吸水を制限するするオズモプライミング (osmotic conditioning) と、毛管ポテンシャルによって吸水を制限するマトリックプライミング (matric conditioning) がある。

### 作型
野菜は本来決まった時期（旬）にしか収穫できないものであったが、近年では品種改良や栽培管理技術の発展（ハウス栽培など）、輸送技術の発展による遠隔地からの出荷などによって、おもな野菜は一年中供給されるように周年栽培されている。したがって、ある時期に出荷された野菜は、他の時期に出荷された同じ種類の野菜とは品種、栽培地、栽培管理の方法などが異なる。季節、品種、適用技術の組み合わせによって類型化された栽培体系は作型とよばれる。
基本的に一年中露地栽培が可能な葉菜類や根菜類では、作型はその播種期によって、春播き、夏播き、秋播き、冬播き（または収穫期によって春穫り、夏穫り、秋穫り、冬穫り）に分けられることが多い。一方、ハウスやトンネルを用いて周年栽培が可能となる果菜類では、以下のように分けられることが多い。
- 促成栽培: 収穫時期を早めるため、全生育期間をトンネルやハウス内で栽培する。
- 半促成栽培: 生育前半はトンネルなどで栽培し、生育後半に被覆をとって露地で栽培する。
- 早熟栽培:　温床で育てた苗を露地に定植し、場合によってしばらくトンネルで被覆した後に被覆をとって栽培する。
- 露地栽培（普通栽培）: 全生育期間を露地で栽培する。
- 抑制栽培: 収穫時期を遅くするため、冷涼地で栽培（高冷地抑制栽培）、暖地で播種・定植期を遅らせて栽培（暖地抑制栽培）、生育後半をハウス内で栽培（ハウス抑制栽培）する。
- 不耕起栽培: 農地を耕さないで作物を栽培する。

### 施設栽培
ガラスやプラスチックフィルムなどで被覆された環境で作物を栽培することは、施設栽培とよばれる。施設栽培にはさまざまな程度のものがあるが（下表）、一般的に気象の影響を受けにくく、また人為的な温度や湿度の制御が可能である。施設栽培は、栽培時期の拡大、病害虫や気象変動からの保護、生産性や品質の向上を目的としている。日本では、施設栽培は極めて一般的であり、野菜栽培においてガラス温室が 811 ha、プラスチックハウスが 33,079 ha、雨よけハウスが 6,639 ha、トンネルが 38,364 ha に達した（2009年）。
| 施設                          | 形態や材質 |
| ----------------------------- | --- |
| ガラス温室                    | 鉄骨やアルミの外部骨格と、ガラスの外張りで構成されている。ふつう暖房による加温能をもつ。ガラスは可視光の透過率、保温能、耐久性に優れているが、紫外線透過能を欠く。台風などによる被害が大きく、近年では軽量で耐久性が高いフッ素フィルムが利用されることが多い。 |
| プラスチックハウス （ハウス） | 鉄パイプの外部骨格と、プラスチックフィルムの外張りで構成されている。プラスチックフィルムとしては農業用ポリ塩化ビニルフィルム（農ビ）、農業用ポリエチレンフィルム（農ポリ）、農業用ポリオレフィン系フィルム（農PO）、農業用酢酸ビニルフィルム（農酢ビ）などがある。農ポリは紫外線から赤外線まで広く透過するため、保温性に劣る。農ビは赤外線透過率が低く、保温力が大きいが、劣化が速く破れやすいことから、近年では農POが増えている。ふつう加温能を欠く。 |
| 雨よけハウス                  | プラスチックハウスにおける天井部のみを被覆している。降雨による着果不良や実割れなどの障害を回避するために利用される。 |
| トンネル                      | 簡易なアーチ状のパイプや竹材の外部骨格とプラスチックフィルムから構成されており、内部で通常姿勢の人が作業できない大きさである。ふつう結露しにくいフィルムが利用される。不織布や寒冷紗が用いられることもある。保温、遮光、風雨からの保護、病虫害防除のために利用される。 |
| マルチ                        | 土壌表面を稲わらやプラスチックフィルムで覆う。地温の調節、雑草や病虫害防除、土壌水分や団粒構造保持、肥料や土壌の流出防止などの効果がある。黒色のポリエチレンフィルムの利用が多いが、アブラムシが嫌う紫外線を反射する銀色のフィルムや、雑草抑制のため除草剤を混入したフィルムを利用することもある。また近年では、生分解性のフィルムも使用される。 |
| べたがけ                      | 寒冷紗や不織布などで作物を直接覆うこと。低温や風害、害虫の侵入を防ぐ。簡単な支柱を設置して作物から浮かせて覆うこともあり、「浮きがけ」とよばれる。 |

一般的に、施設栽培では外気から遮断されているため、気温や地温が高めになるだけではなく、湿度、対流、二酸化炭素量などに影響する。高温時期には、温度上昇を抑えるために遮光することもある。イチゴなどでは日長処理のため、赤色光を多く含む低照度（20–100ルックス）の照射が行われることがある。厳冬期には保温のため換気回数が減るが、そうすると施設内の二酸化炭素濃度が低下し光合成速度が極端に低下しやすいため、二酸化炭素施肥をすることがある。また、堆肥の利用は、二酸化炭素発生源としての役割ももつ。施設内の土壌水分は、灌水に依存しているため低くなりやすい。また土壌中の肥料養分は降雨によって地下に流亡することがなく、地表からの水分蒸発に伴って肥料養分も地表に移動・蓄積し、このような塩分集積が問題になることもある。施設栽培においては、均一な灌水と湿度上昇抑制を可能とする点滴灌水が一般的になりつつある。また、これと液肥を組み合わせることで、養水分を過不足なく与えて塩分集積を抑えることができる。温室やハウス内には訪花昆虫がいないため、受粉が必要な場合は、受粉用昆虫を放したり、人工受粉を行う。
施設栽培では、被覆資材によって透過光に違いがあり、使い分けられている。赤外線は熱となるため、透過率がよいと昼は暖まりやすいが夜は保温しづらくなる。そのため、ハウス外張りに赤外線を通す資材を使い、夜間に張る内張りに赤外線を反射する資材を使うことで保温性を高めることがある。ナスなどでは、果実の着色に紫外線が必要であるため、紫外線を透過する資材が必要である。一方でホウレンソウやレタス、ニラでは近紫外線（波長 200–300 nm）がない方が成長がよい。また、ミツバチは近紫外線がないと行動が不活発となるため、イチゴやメロンなどミツバチによって送粉されるものでは近紫外線が必要となる。逆に、一部の害虫も近紫外線で活発になるため、近紫外線を遮断してこのような害虫の活動を抑えることもある。同様に、一部の病原菌は近紫外線がないと胞子形成など生殖が抑制されるため、紫外線カットフィルムによって防除することがある。

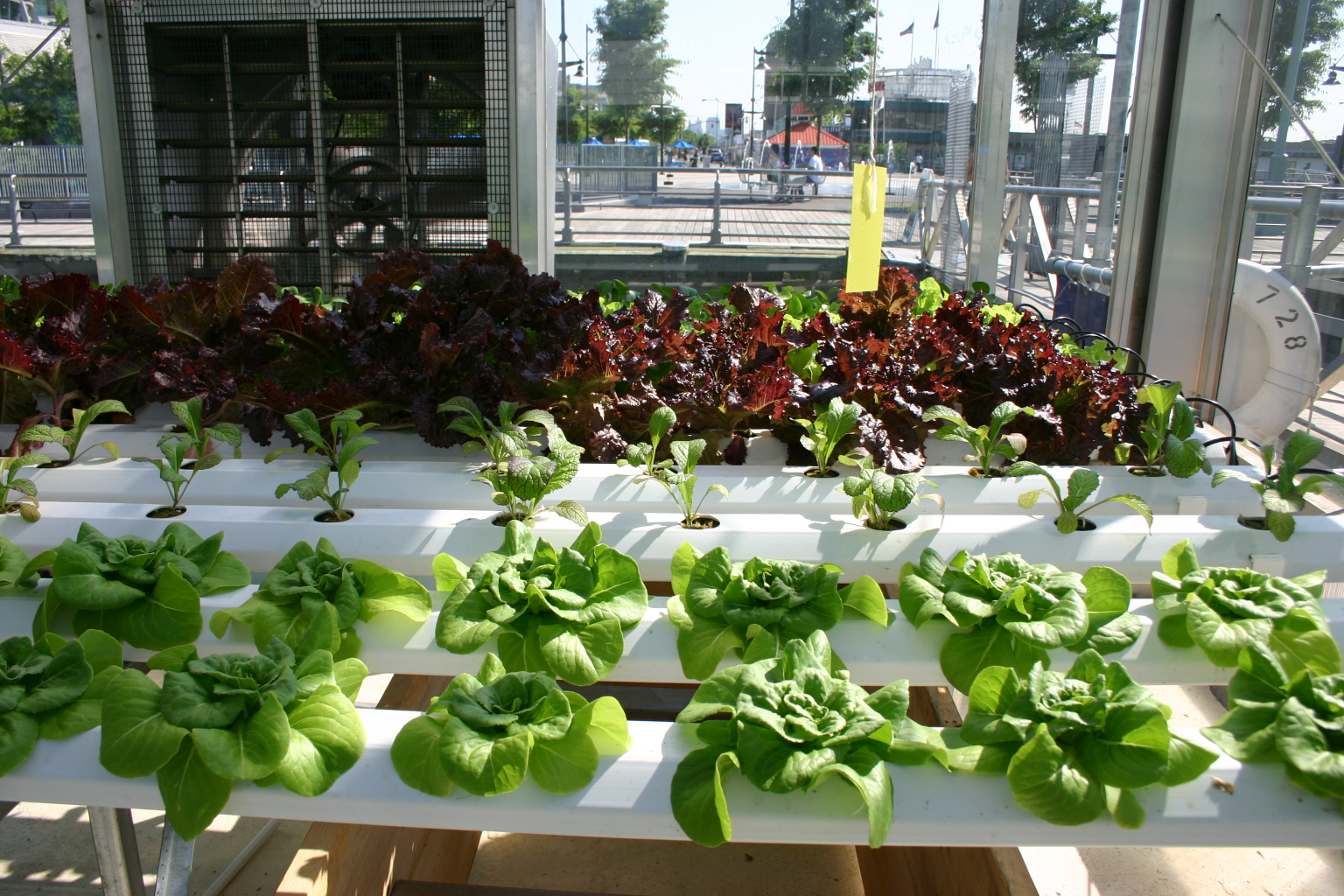
薄膜水耕による葉菜類の栽培

プラスチックハウスや温室での栽培が普及するとともに、土壌を使わずに培養液（水に肥料を溶かしたもの）を用いた養液栽培（soilless culture）が発達してきた。土壌の代わりに礫、砂、軽石、ピートモス、ロックウールなどを用いる固形培地耕と、ウレタンなどの少量の支持材のみで固形培地をほとんど用いない水耕 (hydropnics) がある。水耕の中には、比較的深い水深の培養液を用いる湛液水耕 (DFT)、浅い水深の培養液を用いる薄膜水耕 (NFT)、根に培養液を噴霧する噴霧耕がある。特に、トマトやイチゴ栽培で利用されている。培養液の組成・濃度は、種や生育段階、日々の気象条件によって大きく変動する。養液栽培では培地や培養液の滅菌が容易で不足した成分もすぐに添加できる。養液栽培では、培養液を循環再利用する循環式（閉鎖式）と循環しない掛け流し式（開放式）があり、前者では培養液の組成変更や根からの分泌物による成長阻害、病原菌が侵入した際の急速な蔓延が、後者では廃液量がそれぞれ問題になる。
施設栽培の究極の形として、植物工場 (plant factory) がある。植物工場とは、一定の機密性を保持した施設内で、環境・生育のモニタリングを基礎とした高度な生育予想と高度な環境制御を行うことにより、季節や天候に左右されない作物の周年・計画生産ができる栽培施設のことである。環境制御において、植物地下部では養液によって管理し、地上部では温度、湿度、光、二酸化炭素濃度を制御する。日本においては、2020年現在で約400箇所の商業施設での事業化が進んでおり、レタスなど葉菜類を中心に、またトマトやイチゴで多収化・周年化を実現している。植物工場の中には、半閉鎖環境で太陽光を利用した太陽光型植物工場と、閉鎖環境で人工光のみを利用する人工光型植物工場がある。トマトやイチゴでは栄養成長と生殖成長を同時に連続して行い、強光が必要であるため、太陽光型植物工場で多段栽培が行われている。一方、レタスなどの葉菜類では生育期間が比較的短く、LEDなどの人工光源を設置した多段ベッドで密植栽培すると単収が飛躍的に大きくなるため、人工光型植物工場で生産されている。植物工場の利点は天候に左右されず、連作障害や病害虫発生がほとんどないことから、計画生産、安定雇用、無農薬栽培、高付加価値産物の生産、省力・自動化が可能な点にある。また培養液の循環利用では、環境負荷が小さい。立地条件を選ばないため、土壌汚染地や海上でも可能であり、今後の食糧生産を支える存在として期待されている。一方で、課題は建築・ランニングコストが膨大になる点である。

### 病虫害・雑草
野菜の栽培では、病害や害虫が問題となる。これに対する防除方法として、下表のようなものがある。
| 区分           | おもな防除方法 |
| -------------- | --- |
| 耕種的防除     | - 抵抗性品種の利用 - 栽培管理の改善（適切な施肥、輪作、混作、圃場衛生の改善、栽植密度の改善など） - 障壁植物の利用 |
| 生物的防除     | - 土着天敵の利用 - 対抗植物の利用（センチュウに対するマリーゴールドなど） |
| 物理的防除     | - 圃場全体、入り口、畝、植物、果実などの被覆・袋がけ - 光の利用（アルミ蒸着フィルムのマルチによる紫外線反射、紫外線カットフィルム、防蛾灯など） - わら巻きや粗皮削りによる越冬病害虫防御 - 熱利用（湯による種子、土壌消毒など）               |
| 農薬による防除 | - 化学農薬（殺菌剤、殺虫剤など） - 天敵農薬（チリカブリダニ剤、コレマンアブラバチ剤など） - 微生物農薬（バーティシリウム・レカニ剤、バチルス・ズブチリス剤、BT剤、弱毒ウイルス製剤など） - フェロモン剤の利用（雌雄の交信撹乱による交尾阻害） |

#### 病害
野菜栽培では、菌類、細菌、ウイルスによる病害が問題になる。病害防除にはふつう農薬が使われるが、現代では減農薬が課題となっており、適切な農薬の適量の散布のためには、病害診断が重要である。また、農薬による防除以外の方法を併用して総合的に防除することが重要とされる。多くの殺菌剤の作用機作は病原菌の代謝阻害であるが、殺菌剤の過使用は耐性菌の出現につながり、問題となっている。植物自身の抵抗性を高める農薬である抵抗性誘導剤は、病原菌に直接作用しないため耐性菌が出現しにくく、近年注目されているが、予防的なものであり治療効果は低い。生物農薬は「環境に優しい」とされるが、効果が安定しない。ほとんど病徴を示さない弱毒ウイルスを感染させることで、強毒性のものを含むそのウイルス群に対する耐性を付与することができ（人間におけるワクチン接種と類似した考え）、日本ではそのようなトマト苗が長年使われている。

#### 害虫

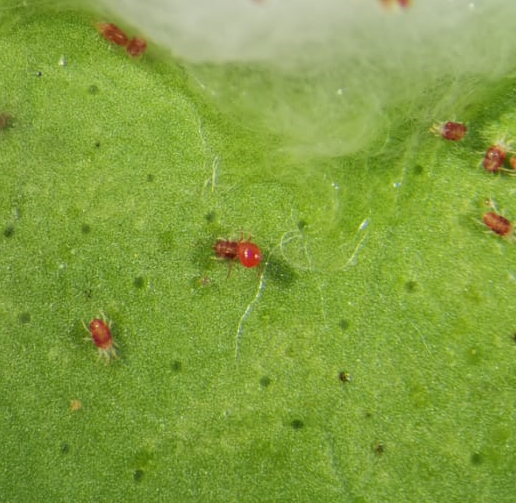
生物農薬として利用されるチリカブリダニ

吸汁や食害、病原菌を伝播することで野菜に対して害を与える害虫として、昆虫、ダニ、センチュウなどがある。害虫に対する農薬（殺虫剤）としては、下表のようなものがある。このような殺虫剤は広く使われているが、その多用は土着天敵を含む生物相を貧弱にし、害虫発生を増加させたり、薬剤耐性害虫の出現を招いたりする。そのため、殺虫剤以外のさまざまな防除法を組み合わせ、環境負荷を低減しつつ害虫の個体数を制御すること（総合的有害生物管理、IPM）が目指され、特に天敵を利用した生物的防除の重要性が認識されている。このような天敵の中には、製品化されたものもあり、天敵農薬とよばれる。また、天敵の利用には、植生を含めた周辺環境の整備が重要である。植物は、害虫の食害を受けた際に特殊な物質（植食者誘導性植物揮発性物質、HIPV）を放出し、これによって食害した害虫の天敵を誘引することがあるが、これを生物学的防除に利用することも試みられている。
| タイプ       | 特徴                                                                               |
| ------------ | ---------------------------------------------------------------------------------- |
| 消化中毒剤   | 植物に付着し、これが害虫に摂食されることで取り込まれ、殺虫効果を発揮する。         |
| 接触剤       | 害虫体表に付着・吸収されて殺虫効果を発揮する。                                     |
| 燻蒸剤       | 気化させて害虫の呼吸器系から取り込まれて殺虫効果を発揮する。                       |
| 浸透移行性剤 | 体表または土壌から植物体内に取り込ませ、これが害虫に摂食されて殺虫効果を発揮する。 |

#### 雑草
耕地など人間によって撹乱された場所に生育し、栽培植物に害を与える植物は雑草とよばれる。雑草は作物より短期間で発芽、成長、繁殖し、光や養分を巡って作物と競争することで害を与え、また病虫害の発生源ともなる。雑草の生育速度や養分吸収能は一般的に作物よりも大きいため、作物の収量低下を引き起こす。雑草は多量の種子を生産し、種子は早熟性で発芽可能期間が長いため、完全に除去することは難しい。雑草の化学的防除としては、除草剤や生育抑制剤の利用がある。除草剤は光合成経路など生理代謝を阻害して枯死させるものであり、イネ科雑草や双子葉類雑草いずれかに効果があるものと、両方に効果があるものがある。除草剤の中には、土壌表面に施用して雑草の種子や芽生えに吸収される土壌処理剤と、雑草の茎葉に施用して吸収される茎葉処理剤があり、さらに後者には接触した組織のみを枯死させる接触型と吸収されて全体を枯死させる吸収移行型（全草型）がある。農薬以外には、手作業や道具、機械による土壌表面の撹乱や耕起、マルチ（上記参照）などの物理的防除、作物や被覆植物（緑肥植物など）を成長させて畝間の照度を下げる生物的防除がある。また、作物には影響がないが雑草を阻害するアレロパシー作用をもつ植物を導入し、雑草防除に用いることもある。

#### コンパニオンプランツ

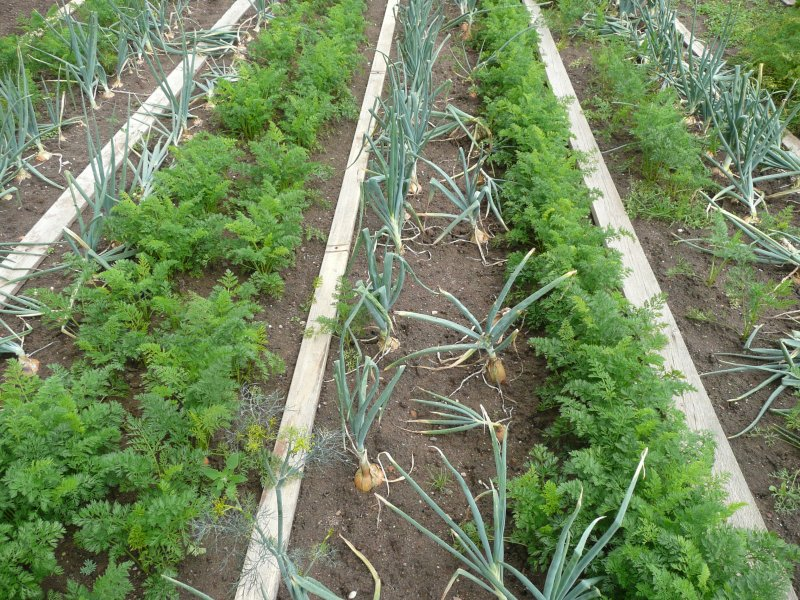
タマネギとニンジンの混植

混植することで主作物の生育を助長したり、病害虫の発生・被害を低下させる植物は、コンパニオンプランツとよばれる。ヒガンバナの鱗茎には猛毒アルカロイドであるリコリンが含まれており、混植によるネズミやモグラ対策として古くから利用されてきた。また、ネギやニラの根圏には、Barkholderia gladioli や Pseudomonas florescens が生育しており、ウリ類のつる割病菌やトマトの根腐萎凋病菌などに対する抗生物質を分泌するため、混植するとこれら病原菌の増殖を抑えることができる。主作物と根圏が一致することが重要であり、ネギはウリ科作物（キュウリ、ユウガオ、スイカ、メロン、カボチャなど）と、ニラはナス科作物（トマト、ナス、ピーマン、ジャガイモなど）と混植すると効果的とされる。

#### バンカープランツ
圃場への侵入を妨害するなどして害虫の飛来や雑草侵入を低下させたり、土着天敵の住みかになるなどして病害虫の被害を低下させる植物は、バンカープランツとよばれる。バンカープランツは、主作物と害虫が共通しないこと、水や栄養、光を巡って主作物とあまり競合しないこと、雑草化しないことなどを留意して選択される。ナスなどの圃場周囲にムギ類やソルゴーなど伸長性のある植物を栽培することでアブラムシ類やアザミウマ類の侵入が抑制され、またアブラムシの土着天敵（テントウムシ、クサカゲロウ、ヒラタアブなど）の住みかとなって被害を軽減する。作業用通路と作物の間にエンバクやコスモス、ヒマワリを栽培し、雑草侵入を防ぐこともある。また、2006年以降のポジティブリスト制では、作物ごとの登録農薬使用が厳格に決められており、異なる作物の間に高く伸長するバンカープランツを植栽することで、対象以外の農薬が飛散することを防ぐことがある。

### 再生栽培(リボーンベジタブル)
再生栽培とは、野菜の調理の際に余った部材を用いて水に浸したり土に植えたりして作物を再生させる栽培方法。食品ロス問題などに対処できることから、SDGsに貢献できる。

## 流通
日本において、野菜は以下のような経路で流通しており、カッコ内は2005年の推計量（万トン）を示している。国産野菜 (1500) の多く (1000) は、生産者から直接または卸売市場を通して八百屋やスーパーマーケットなど小売業者に流通し、ここから最終消費者に渡る (640)。この過程の一部 (260)、および生産者からの一部 (300) は加工業者・業務用需要者（外食産業など）に流通し、そこから直接（外食など）または小売店を経て（加工品など）最終消費者に渡る (560)。また国産野菜の一部 (200) は、小売業者などを介さず、自給・贈答・直売などの形で最終消費者に渡る。一方、輸入生鮮野菜 (100) も同様に、直接または卸売市場を経て小売業者に流通して最終消費者に渡るもの (20) と、加工業者・業務用需要者を経るもの (80) がある。輸入野菜においては加工野菜の比率が高く (300)、小売業者 (100) または加工業者・業務用需要者 (200) を経て最終消費者に渡る。このように、最終的に消費者に渡った時点で、非生鮮品（加工品、外食品など）は生鮮品よりも多くなっている（2005年時点）。
収穫した農作物の貯蔵・品質管理全般のことは、ポストハーベスト (postharvest) とよばれる。農作物は収穫後も生きており、呼吸による成分の消費や蒸散による乾燥が進行する。また、トマトやマスクメロンの果実はクライマクテリック型果実 (climacteric fruit) とよばれ、エチレン生成を引き金として呼吸が急速に上昇、老化する。これらを抑えるための重要な環境因子は、温度、湿度、ガス環境である。品質を維持するために最も効果的であるのは低温であり、呼吸や蒸散が抑えられ、エチレンも減少する。農産物が生産現場から消費に至る全過程を通じて低温に管理されている状態が望まれ、これはコールドチェーン（低温流通技術、cold-chain）とよばれるが、現状では必ずしも確立していないこともある。湿度が高ければ蒸散が抑えられるが、微生物が繁殖しやすくなり腐敗が問題になる。ガス環境では、低酸素・高二酸化炭素条件にすると、呼吸やエチレン生成が抑えられる。ただし、貯蔵中に低温が原因となる生理障害や呼吸による二酸化炭素濃度上昇に起因する生理障害が起こることがあり、注意を要する。
野菜の呼吸活性は、収穫直後に最も高い。そのため、収穫した野菜を迅速に冷却して呼吸・蒸散を抑える予冷 (precooling) を行う。日本で行われている主な予冷方式としては、以下の3つがある。
- 強制通風冷却 (forced-air cooling): 冷風を段ボール箱などに吹き付けて冷却する。設備費は安いが、冷却に時間（12–24時間）がかかる。
- 差圧通風冷却 (static-pressure air cooling): 冷凍機は強制通風と同じであるが、ファンによって圧力差を形成して段ボール箱内に冷風が流入するようにする。強制通風に比べて短時間（4–8時間）で冷却できるが、作業面積が小さくなる。
- 真空冷却 (vacuum cooling): 庫内を減圧して生産物の水を蒸発させ、その気化熱で冷却する。設備費は高いが、短時間（20–30分）で冷却できる。水分が蒸発しやすい葉菜類で多く使われる。

農作物は、工業製品とは異なり大きさや品質などはばらばらであるが、一定の基準に従って選別される。日本では、世界的に類を見ないほど厳しい基準で選別が行われている。曲がり具合や着色程度などの見た目の評価は「等級」とよばれ、目視で判別されていたが、近年ではカメラで得られた画像を解析することで自動的に選別することも多い。また、このような外観的基準のみではなく、光センサーを用いて糖度や内部変色などの情報も利用されるようになっている。
野菜の品質管理においては、プラスチックフィルムによる包装が重要な働きをもつ。一般的な食品包装では水分やガスの出入りが少ないフィルムが利用されるが、野菜は生きているため、適度な水分・ガス透過性がないと、品質劣化を助長することになる。材質としては、ポリプロピレン (PP) やポリエチレン (PE)、ポリスチレン (PS)、ポリ塩化ビニル (PVC) がある。ポリプロピレンは透過性、ヒートシール性（熱による接着）、強度において優れているが、水蒸気透過性が低いため曇りが生じて中が見えにくくなる。これを解決するため、フィルムに界面活性剤（食品添加物として認可されているもの）を練りこんだフィルムもつくられている。また、ガス透過性を上げるため、ポリプロピレンフィルムにレーザーによって微細な孔を開けたものも開発されている。このようなプラスチックフィルムは我々の生活に深く入り込んでいるが、一方で廃プラスチックの流れもあり、今後のさまざまな利用形式が検討されている。
近年では、剥皮、成形切断、洗浄した生の野菜が流通しており、カット野菜とよばれる。カット野菜には、外食産業や給食施設など業務用、および少量で包装した消費者用がある。用途別も多様であり、生食用や煮物、天ぷらなど加熱加工用がある。近年需要が増加しており、カット野菜に適する品種が選定されている例もある。カット野菜は切断ストレスを受けているため微生物に対する抵抗性が低く、また呼吸量が大きく栄養成分の低下や変色が起こりやすい。その品質保持のために、次亜塩素酸などでの洗浄、不活ガス充填などの処理が行われ、低温保管されている。

## 調理
野菜を主とする料理は、野菜料理とよばれる。また、野菜は付け合せや薬味として利用されることも多い。

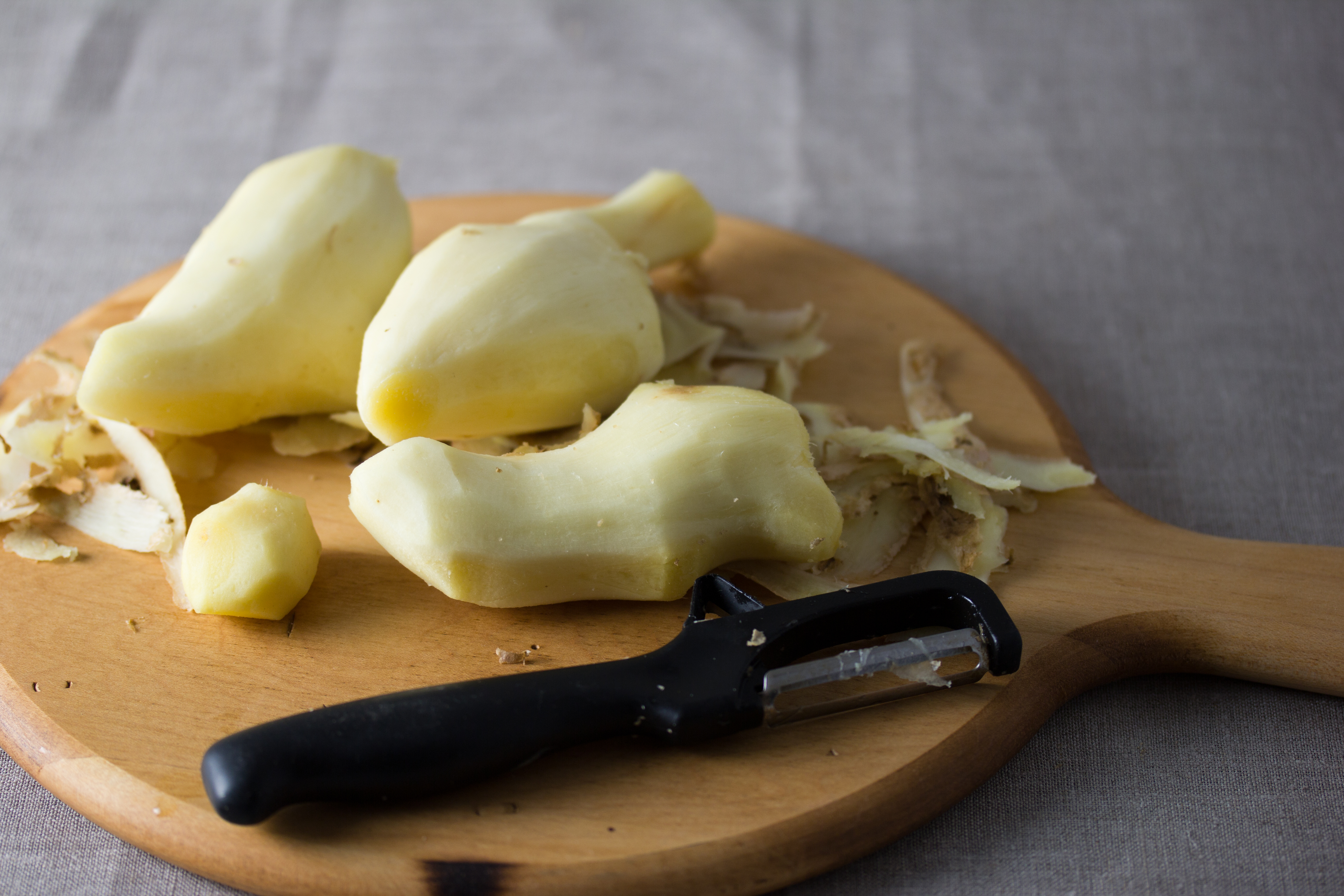
ショウガの皮むき

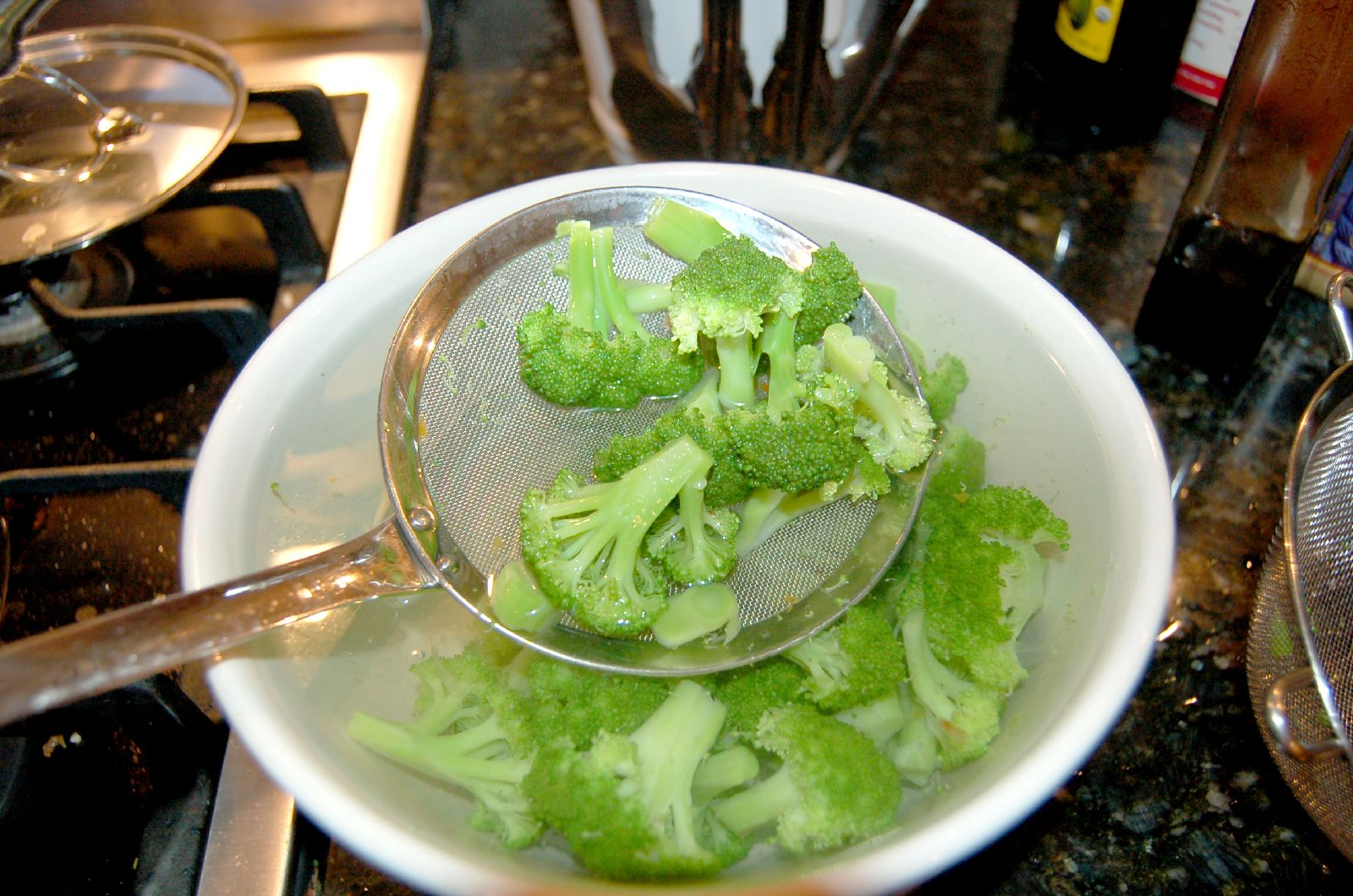
下ゆでしたブロッコリー

野菜の下ごしらえは、ふつう洗うことに始まる。野菜の種類や形により、流水・ため水・ぬるま湯、手洗い・たわし・ふきんなどを使い分ける。根付き野菜は、水につけて洗うことによって根元付近に付着した泥が落ちやすくなる。下ごしらえは多様であり、へたなど不要部を取る、皮をむく、種子を取る、水や塩水につけるなど野菜によってそれぞれ異なる。切った野菜を水につけると吸水してシャキッとした新鮮さが得られるが、塩をまぶして揉むことで脱水させてしんなりとした食感を得ることもある。下ゆでをする際には、葉菜はたっぷりの湯を沸騰させてから短時間で茹で上げるようにするが、根菜は水から入れてじっくりと加熱し、デンプン質が多い芋類は、加熱に時間をかけることによって単糖・二糖がふえて甘くなる。特に緑色の素であるクロロフィルは壊れやすいため、加熱時間の短縮などが必要となる（下記参照）。ゆで上がった野菜のさまし方には、水で急激にひやす、水に落とさずざるなどにあげてでさます、ゆで汁につけたままさます、などがある。電子レンジを用いると、固めの野菜でも短時間で加熱できるが、野菜全体をラップで包んで水分が抜けることを防ぐ。電子レンジで加熱すると、ガスレンジで加熱するよりも短時間で火が通り、ビタミンの損失が少なく済むというメリットがある。灰汁（あく）が強い野菜の場合は、下処理として水や熱湯にさらしたり、これに酢や重曹、ミョウバン、糠などを加えて灰汁抜きをする。乾燥野菜（切り干し大根、かんぴょう、大豆など）は、水やお湯などで柔らかくもどす。
野菜を切るときは食べやすさ、食感、味、見た目を考えて、輪切り、半月切り、いちょう切り、色紙切り、短冊切り、かつらむき、千切り、千六本、角切り（さいの目切り）、あられ切り、みじん切り、小口切り、拍子切り、くし形切り、細切り、斜め切り、乱切り、ささがきなど、料理に合わせたさまざまな切り方がある。また、野菜の色合いなどを生かした切り方として飾り切りがあり、切り違い、たちばなむき、蛇腹、矢羽根、六方むき、より切り、蛇かご、網けん、花切りなど知られる。
野菜は生食するものから、焼く、炒める、煮る、蒸す、揚げるものなどがある。
サラダなどで生で食べる野菜は、加熱で失われやすいビタミンなどを効率よく摂ることができる。生野菜のみずみずしさ、香り、爽やかな歯ごたえは加熱野菜では得られない魅力がある。一方、ゆでた野菜をサラダにすることもある。野菜を加熱したものにも特有のおいしさがあり、加熱によって失われる栄養素もあるが、かさが減ることで食べる量が多くなり、結果的に加熱した方が多くの栄養を摂ることができることもある。日本では、ゆでた野菜を和え衣で和えたさまざまな和え物（ごま和え、酢味噌和え、ぬたなど）があり、材料の水をよくきること、冷ましてから、食べる直前に和えることがポイントとされる。ゆでた野菜をだし汁に浸して味付けしたものはおひたしとよばれる。

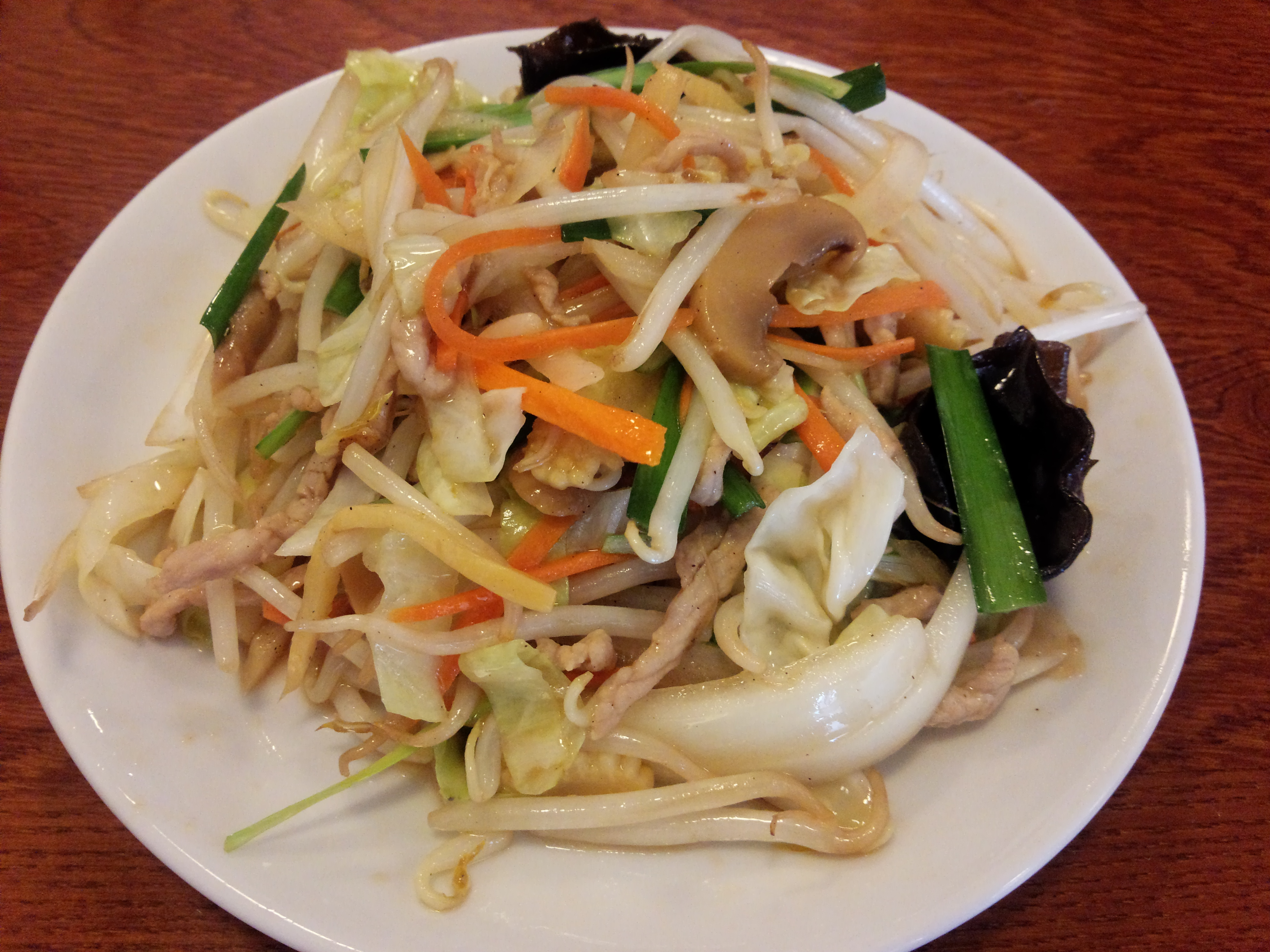
野菜炒め

野菜を焼く場合は、網や串で焼く直火焼きと、オーブンや鉄板で焼く間接焼きがあり、いずれも野菜表面の水分が抜けて素材の旨味も凝縮されて、かさも減るため生野菜よりも多く摂ることができる。野菜を焼く場合、干からびないようにあらかじめ下煮をしておいたり、針うちや隠し包丁などで火を通りやすくすることが重要とされる。ナスやサトイモは、串焼きにしたものに味噌をかけて田楽とすることもある。
野菜を炒める場合は、一般的に短時間に火を通すことで栄養成分を壊さずに野菜の風味や色を引き立たせることができるとされる。脂溶性ビタミンのビタミンA（実際にはその前駆体であるカロテノイド）やビタミンDの吸収率を上げる調理法であり、短時間で炒めるとビタミンCの損失量も少なくなる。材料の大きさを切りそろえ、火の通りにくいものから炒める。材料を下ゆでしたり油通ししてから炒めることもある。きんぴらごぼうやソテー、野菜炒め、五目炒めなどがある。
野菜を煮る料理としては、ゆっくり煮て味を含ませる含め煮、濃い味付けで煮る煮しめやうま煮、油で加熱してから煮る油煮、炒めてから煮るラタトゥイユ、少量の煮汁で蒸すように煮るプレゼなどがある。ニンジンやタマネギ、カブを水、バター、砂糖などで煮汁がなくなるまで煮あげたものはグラッセとよばれる。野菜を蒸すこともあり、旨味や栄養分を損なわずに加熱できる。野菜を柔らかくゆでてから裏ごしし、バター、牛乳、生クリームなどを加えたものはピューレとよばれ、グリーンピース、ニンジン、ジャガイモなどが使われる。インドなどでは、豆を煮てスープやカレーなどにしたものの消費量が多く、重要なタンパク質源となっている。ジャガイモを茹でてつぶしたものに、野菜やハムを混ぜてマヨネーズで味付けしたものは、ポテトサラダとよばれる。
野菜の揚げ方には、そのまま揚げる素揚げ、小麦粉をまぶして揚げる唐揚げ、衣をつけて揚げる衣揚げ（天ぷら）、パン粉をつけて揚げるフライなどがある。野菜の衣揚げは、精進揚げともよばれる。野菜の色を生かすために、ふつうやや低温で揚げる。油で揚げると、野菜の水分が適度に抜けて甘味が出る。クセの強い野菜は油で揚げると食べやすくなるため、山菜や苦味のある野菜に向いている調理法である。ジャガイモを切って油で揚げたものは、フライドポテト、フレンチフライ、フレンチポテトとよばれ、付け合せやファーストフード店で一般的である。サトイモやナスは、揚げたものにかけ汁をかけて揚げ出しとすることもある。また、茹でてつぶしたジャガイモにタマネギやひき肉などを加えてフライにしたものは、コロッケとよばれる。

### 加工食品
野菜は保存性が良くないため、加工品にして保存性を高めることがあり、またこれによって生食とは異なった食味をつくりだすこともある。

#### 漬け物

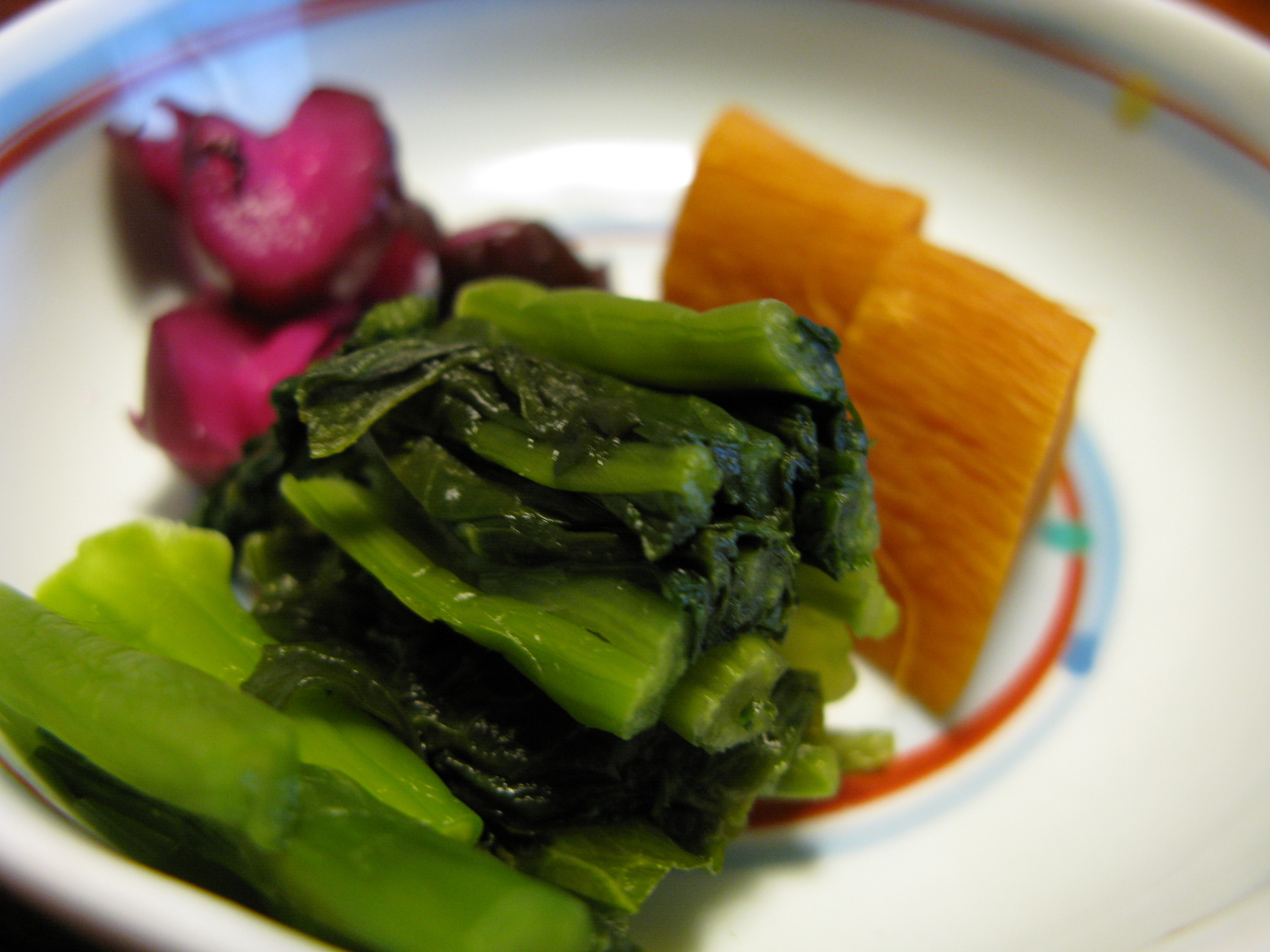
漬物

生野菜に食塩などを加えて保存することによって水分を除き、保存性が増すとともに特有の風味がある漬物をつくることは世界中で行われており、特に日本では漬物の生産量や種類が多い。熟成期間や漬け床の成分により、素材への浸透や成分変化、微生物による発酵の有無などに多様性がある。低塩分（2–5%）では、素材野菜の風味を保ちながら、野菜の自己消化により糖やアミノ酸が増加し、旨味が形成される。このような漬け物には、ハクサイ漬け、野沢菜漬け、ナス漬け、キュウリ漬けなどがある。高塩分（5–10%）の発酵漬け物では、微生物が産生する乳酸やアルコールによって特有の風味が形成される。このような漬け物には、沢庵漬け、すぐき漬け、柴漬けなどがある。さらに高塩分（13–18%）であると野菜の自己消化や微生物の増殖が抑制されるため、保存性が高くなり、二次加工の原料となる。このような原料を水で脱塩して調味料を加えることによって、この調味料の味を主体とした漬け物となり、例として福神漬けや奈良漬けがある。近年では浅漬けや低塩漬け物の需要が大きいが、これらは腐敗に弱いため、品質保持のための低温や包装殺菌が行われている。ほかにも、精米の副産物であるぬか（糠）を微生物で発酵させて野菜を漬け込んだぬか漬けや、酢・水・砂糖を煮溶かした甘酢に漬け込んだ甘酢漬けなどもある。また、トウガラシとハクサイなどを用いたキムチ、キャベツを用いたザワークラウト、キュウリなどを用いたピクルスなど他国由来の漬け物の利用も近年では多くなっている。

#### 缶・瓶詰め・レトルト
タケノコ、スイートコーン、アスパラガス、トマトなどを原料とした缶・瓶詰めも多い。多くは水煮であるが、トマトは世界的に利用されており、固形トマト、トマトペースト、トマトピューレ、トマトケチャップ、チリソース、トマトジュースなど様々な形態のものがある。トマトジュースのように野菜を原料としたジュースは、野菜ジュースとも総称される。また、ラミネートフィルムなどを利用したレトルト食品も多くなり、さまざまな野菜がレトルトのカレーやシチューなどで利用されている。

#### 乾燥野菜

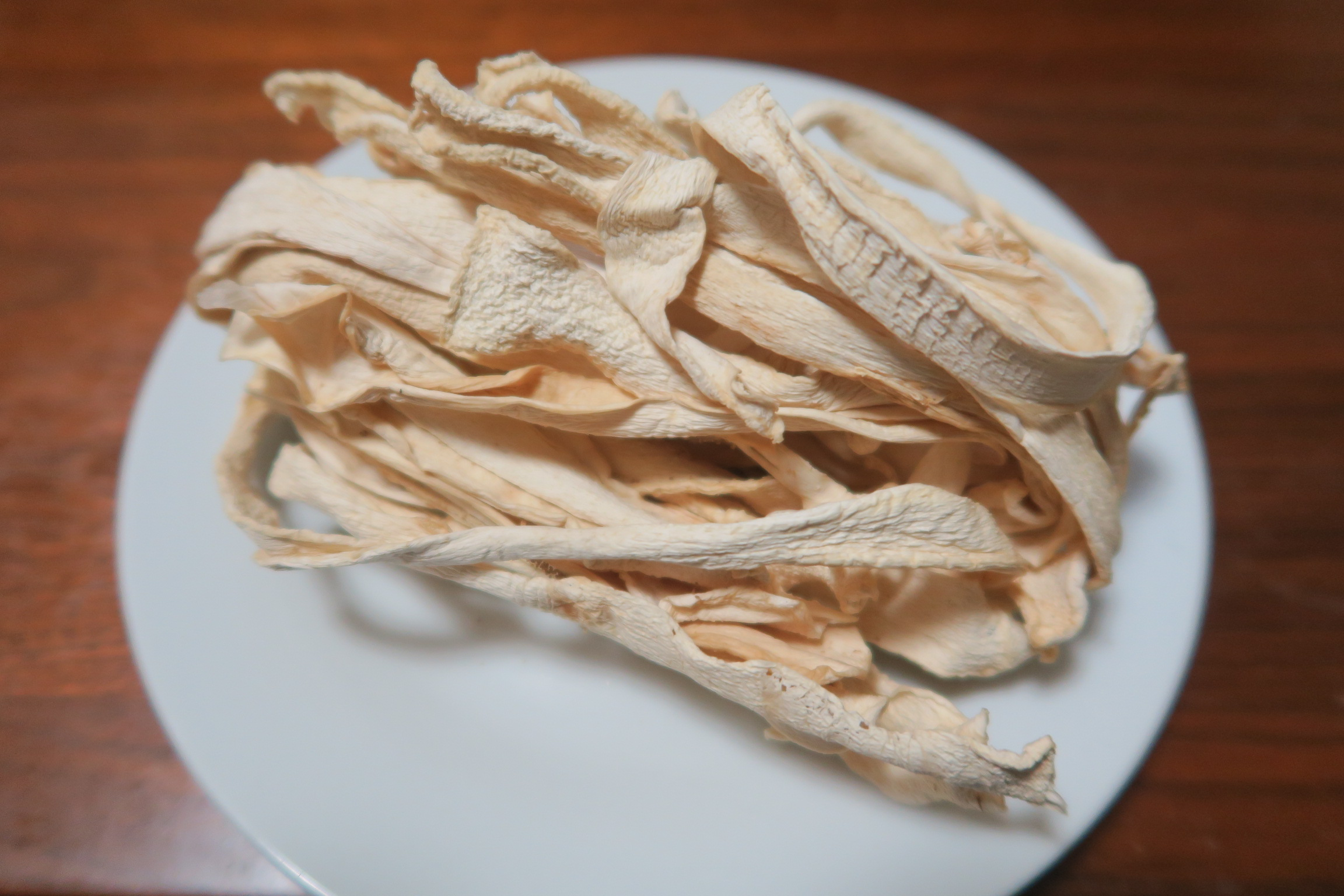
かんぴょう

かんぴょう（干瓢; ユウガオの果実を原料とする）や切り干し大根、干し椎茸などの乾燥野菜は、日本では古くから利用されていた。これらの乾燥には天日乾燥が用いられることもあるが、日本では近年は衛生面の問題から人工乾燥されることが多い。

#### 冷凍食品

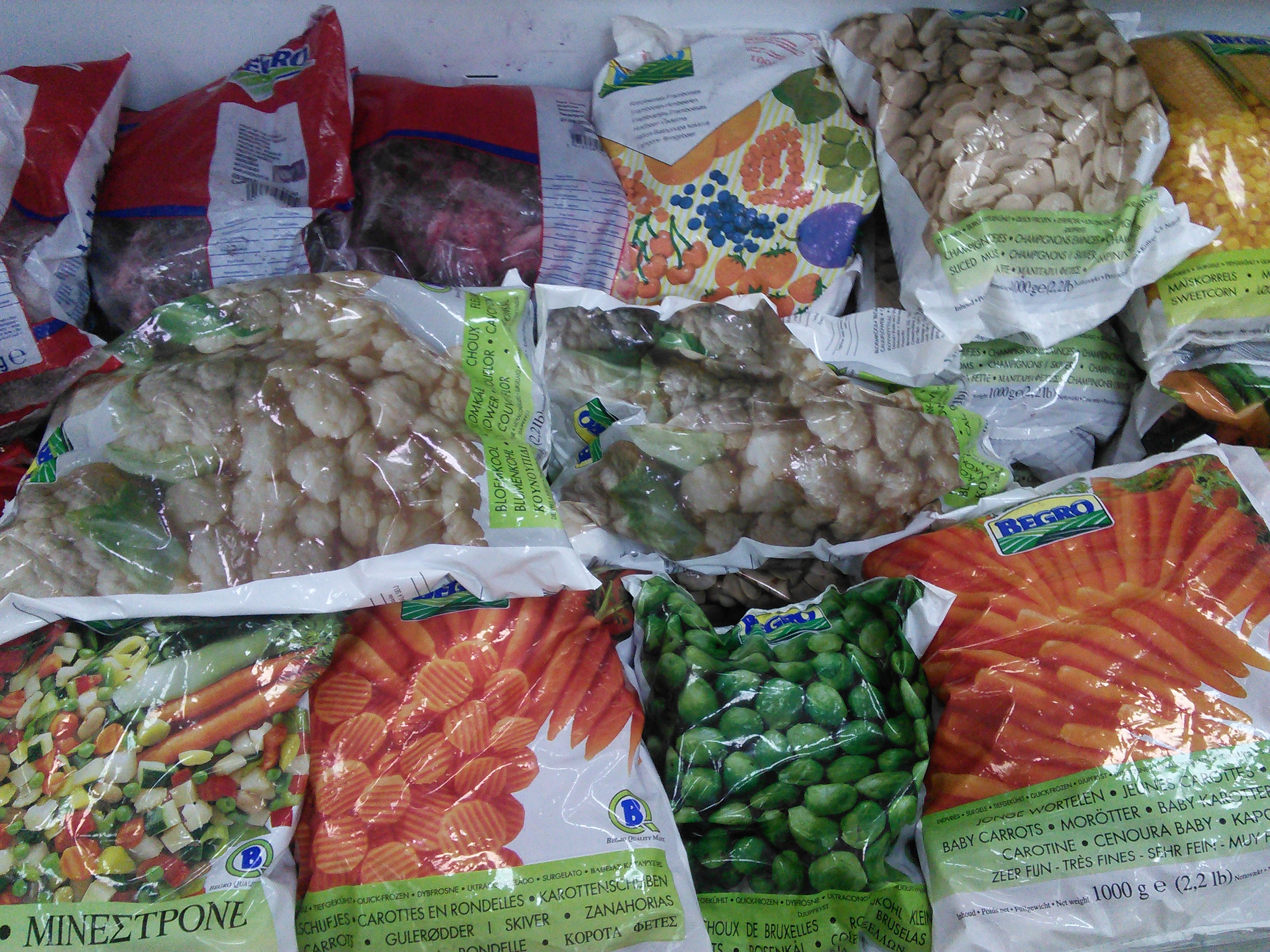
さまざまな冷凍野菜

近年では冷凍食品の製造・消費が増加しており、冷凍食品における野菜の利用も多くなっている。野菜の冷凍食品には、解凍後に調理食品の原料となる素材品と、そのままあるいは解凍後に簡単な調理操作で食される調理品・半調理品がある。素材品は前処理・短時間の加熱処理（ブランチング）したものを凍結、包装するが、調理品・半調理品は原料に味付けなどを施してから凍結、包装する。日本冷凍食品協会では、冷凍食品は前処理を行ったのちに急速凍結し、包装したものを-18°C以下で保存するものとしている。また、凍結した野菜を減圧乾燥したフリーズドライ野菜は、素材の原型・風味を保持し、復元性が良いことから、インスタント食品などで広く使われている。

## 成分
多くの野菜は重量比で90–95%の水を含み、またビタミンやミネラル（無機塩類）、食物繊維に富む。野菜はふつう低カロリーであるが、イモ類やマメ類はデンプンやタンパク質を多く含む。宗教・文化的理由もしくは主義として肉食を避ける人は、一般に菜食主義者と呼ばれるが、菜食主義者の食事においても主食となるものはエネルギー源となる炭水化物を多く含む穀物やイモ類、およびタンパク質に富むマメ類であり、多くの野菜は副菜としての位置づけにあることには変わりがない。
植物が病虫害や紫外線から防御するために生成する物質は、ファイトケミカル（フィトケミカル）とよばれ、ポリフェノール類、フラボノール、カテキンなどがある。野菜の中にはファイトケミカルを多く含むものもおり、癌や生活習慣病予防の観点から注目されている。
| 野菜           | カロリー (kcal) | 水分 (g) | タンパク質 (g) | 脂質 (g) | 炭水化物 (g) | ミネラル | ミネラル | ミネラル | ミネラル | ビタミン | ビタミン | ビタミン | ビタミン | ビタミン | ビタミン | ビタミン  | ビタミン |
| 野菜           | カロリー (kcal) | 水分 (g) | タンパク質 (g) | 脂質 (g) | 炭水化物 (g) | K (mg)   | Ca (mg)  | Mg (mg)  | Fe (mg)  | A (µg)   | E (mg)   | K (µg)   | B1 (mg)  | B2 (mg)  | B6 (mg)  | 葉酸 (µg) | C (mg)   |
| -------------- | --------------- | -------- | -------------- | -------- | ------------ | -------- | -------- | -------- | -------- | -------- | -------- | -------- | -------- | -------- | -------- | --------- | -------- |
| トマト         | 20              | 94.0     | 0.7            | 0.1      | 4.7          | 210      | 7        | 9        | 0.2      | 45       | 1.1      | 4        | 0.05     | 0.02     | 0.08     | 22        | 15       |
| ナス           | 17              | 94.0     | 1.0            | 0.1      | 4.5          | 180      | 20       | 16       | 0.3      | 8        | 0.3      | 10       | 0.04     | 0.04     | 0.03     | 22        | 1        |
| ピーマン       | 54              | 89.0     | 0.9            | 4.3      | 5.4          | 200      | 11       | 11       | 0.7      | 35       | 0.9      | 21       | 0.03     | 0.03     | 0.20     | 27        | 79       |
| パプリカ       | 28              | 92.0     | 0.8            | 0.2      | 6.6          | 200      | 8        | 10       | 0.3      | 17       | 2.5      | 3        | 0.04     | 0.03     | 0.26     | 54        | 150      |
| キュウリ       | 13              | 95.4     | 1.0            | 0.1      | 3.0          | 200      | 26       | 15       | 0.3      | 28       | 0.3      | 34       | 0.03     | 0.03     | 0.05     | 25        | 14       |
| スイカ         | 41              | 89.6     | 0.6            | 0.1      | 9.5          | 120      | 4        | 11       | 0.2      | 69       | 0.1      | 0        | 0.03     | 0.02     | 0.07     | 3         | 10       |
| カボチャ       | 55              | 84.0     | 1.9            | 0.1      | 13.3         | 350      | 18       | 15       | 0.5      | 92       | 4.3      | 27       | 0.06     | 0.03     | 0.12     | 75        | 16       |
| サヤインゲン   | 24              | 91.7     | 1.8            | 0.2      | 5.5          | 270      | 53       | 22       | 0.7      | 48       | 0.6      | 51       | 0.06     | 0.10     | 0.07     | 53        | 6        |
| グリーンピース | 99              | 72.2     | 8.3            | 0.2      | 18.5         | 340      | 32       | 39       | 2.2      | 36       | 3.2      | 31       | 0.29     | 0.14     | 0.09     | 70        | 16       |
| ダイズ         | 118             | 72.1     | 11.5           | 6.1      | 8.9          | 490      | 76       | 72       | 2.5      | 24       | 8.6      | 33       | 0.24     | 0.13     | 0.08     | 260       | 15       |
| オクラ         | 25              | 89.4     | 2.1            | 0.1      | 7.6          | 280      | 90       | 51       | 0.5      | 44       | 1.3      | 66       | 0.09     | 0.09     | 0.08     | 110       | 7        |
| トウモロコシ   | 95              | 75.4     | 3.5            | 1.7      | 18.6         | 290      | 5        | 38       | 0.8      | 4        | 1.0      | 0        | 0.12     | 0.10     | 0.12     | 86        | 6        |
| ブロッコリー   | 30              | 89.9     | 3.9            | 0.4      | 5.2          | 210      | 41       | 17       | 0.9      | 69       | 3.1      | 190      | 0.06     | 0.09     | 0.14     | 120       | 55       |
| カリフラワー   | 26              | 91.5     | 2.7            | 0.1      | 5.1          | 220      | 23       | 13       | 0.7      | 1        | 0.6      | 31       | 0.05     | 0.05     | 0.13     | 88        | 53       |
| キャベツ       | 23              | 92.9     | 1.2            | 0.1      | 5.2          | 190      | 42       | 14       | 0.3      | 3        | 0.1      | 79       | 0.04     | 0.03     | 0.10     | 66        | 38       |
| ハクサイ       | 17              | 92.1     | 1.5            | 0.1      | 3.3          | 240      | 39       | 12       | 0.4      | 1        | 0.2      | 61       | 0.04     | 0.03     | 0.08     | 59        | 29       |
| コマツナ       | 14              | 94.0     | 1.6            | 0.1      | 3.0          | 140      | 150      | 14       | 2.1      | 260      | 1.6      | 320      | 0.04     | 0.06     | 0.06     | 86        | 21       |
| ホウレンソウ   | 23              | 91.5     | 2.6            | 0.5      | 4.0          | 490      | 69       | 40       | 0.9      | 450      | 3.1      | 320      | 0.05     | 0.11     | 0.08     | 110       | 19       |
| レタス         | 11              | 95.9     | 0.6            | 0.1      | 2.8          | 200      | 19       | 8        | 0.3      | 20       | 0.5      | 29       | 0.05     | 0.03     | 0.05     | 73        | 5        |
| フキ           | 31              | 89.2     | 2.5            | 0.1      | 7.0          | 440      | 46       | 33       | 0.7      | 22       | 2.4      | 69       | 0.06     | 0.08     | 0.07     | 83        | 3        |
| シュンギク     | 25              | 91.1     | 2.7            | 0.5      | 4.5          | 270      | 120      | 24       | 1.2      | 440      | 2.1      | 460      | 0.05     | 0.08     | 0.06     | 100       | 5        |
| セロリ         | 12              | 94.7     | 0.4            | 0.1      | 3.6          | 410      | 39       | 9        | 0.2      | 4        | 0.2      | 10       | 0.03     | 0.03     | 0.08     | 29        | 7        |
| パセリ         | 34              | 84.7     | 4.0            | 0.7      | 7.8          | 1000     | 290      | 42       | 7.5      | 620      | 4.1      | 850      | 0.12     | 0.24     | 0.27     | 220       | 120      |
| アスパラガス   | 25              | 92.0     | 2.6            | 0.1      | 4.6          | 260      | 19       | 12       | 0.6      | 30       | 1.7      | 46       | 0.14     | 0.14     | 0.08     | 180       | 16       |
| ミョウガ       | 11              | 95.6     | 0.9            | 0.1      | 2.6          | 210      | 25       | 30       | 0.5      | 3        | 1.4      | 20       | 0.05     | 0.05     | 0.07     | 25        | 2        |
| ネギ           | 29              | 90.5     | 1.9            | 0.3      | 6.5          | 260      | 80       | 19       | 1.0      | 120      | 0.9      | 110      | 0.06     | 0.11     | 0.13     | 100       | 32       |
| タマネギ       | 100             | 80.1     | 1.4            | 5.9      | 12.0         | 210      | 24       | 11       | 0.2      | 0        | 2.8      | 7        | 0.04     | 0.02     | 0.22     | 21        | 9        |
| ラッキョウ     | 117             | 67.5     | 0.4            | 0.3      | 29.4         | 9        | 11       | 1        | 1.8      | 0        | 0.2      | 1        | 0        | 0        | 0.02     | 0         | 0        |
| ダイコン       | 15              | 94.6     | 0.5            | 0.1      | 4.1          | 230      | 24       | 10       | 0.2      | 0        | 0        | 0        | 0.02     | 0.01     | 0.04     | 34        | 12       |
| ニンジン       | 35              | 89.1     | 0.7            | 0.2      | 9.3          | 300      | 28       | 10       | 0.2      | 720      | 0.4      | 17       | 0.07     | 0.06     | 0.10     | 21        | 6        |
| ゴボウ         | 50              | 83.9     | 1.5            | 0.2      | 13.7         | 210      | 48       | 40       | 0.7      | 0        | 0.6      | 0        | 0.03     | 0.02     | 0.09     | 61        | 1        |
| サツマイモ     | 131             | 65.6     | 1.2            | 0.2      | 31.9         | 480      | 36       | 24       | 0.6      | 2        | 1.5      | 0        | 0.11     | 0.04     | 0.27     | 50        | 29       |
| ジャガイモ     | 76              | 78.8     | 1.9            | 0.3      | 18.1         | 420      | 5        | 24       | 0.6      | 0        | 0.1      | 0        | 0.08     | 0.03     | 0.22     | 21        | 11       |
| サトイモ       | 52              | 84.0     | 1.5            | 0.1      | 13.4         | 560      | 14       | 17       | 0.4      | 0        | 0.5      | 0        | 0.06     | 0.02     | 0.14     | 28        | 5        |
| ナガイモ       | 64              | 82.6     | 2.2            | 0.3      | 13.9         | 430      | 17       | 17       | 0.4      | 0        | 0.2      | 0        | 0.10     | 0.02     | 0.09     | 8         | 6        |
| レンコン       | 66              | 81.9     | 1.3            | 0.1      | 16.1         | 240      | 20       | 13       | 0.4      | 0        | 0.6      | 0        | 0.06     | 0        | 0.07     | 8         | 18       |
| ショウガ       | 28              | 91.4     | 0.9            | 0.3      | 6.6          | 270      | 12       | 27       | 0.5      | 0        | 0.9      | 0        | 0.03     | 0.02     | 0.13     | 8         | 2        |

### ミネラル

#### カリウム
カリウム (K) は細胞内の主要な電解質であり、細胞外のナトリウム (Na) とともに細胞浸透圧やpHを調節し、また神経や筋肉の機能にも重要な働きをもつ。カリウムは、ナトリウムの尿中排泄を促す。また、カリウム摂取増が血圧低下、脳卒中予防につながることが示唆されている。成人のカリウム所要量は 2 g/日 とされているが、平均摂取量は 2.3 g であり、ふつうの食事をしていれば欠乏することはない。ただし、高血圧症患者に投与される降圧利尿剤によりカリウムの排出が高まると、対ナトリウム相対不足（Na/K比が2以下であることが望ましいとされる）が起こり、心筋梗塞や脳卒中の可能性が高まる。一方で腎臓病などによる乏尿時には高カリウム血症となることがあり、カリウム制限が必要となる。そのため、低カリウムの野菜（レタス、ホウレンソウ）も商品化されている。カリウムが多い野菜としては、フダンソウ、パセリ、ヨメナ、フキノトウ、ユリネなどがあるが、干しズイキや切り干し大根、干しワラビ、ドライトマトなど乾燥品には特に多い。野菜中のカリウムは、茹でこぼすことによって容易に減らすことができる。

#### カルシウム
カルシウム (Ca) は骨や歯の材料であり、血液凝固や神経・筋肉の機能維持、酵素の補因子として重要な働きをもつ。カルシウム欠乏は、骨粗鬆症、高血圧、動脈硬化を招くことがある。日本では成人のカルシウム推奨量は 660–800 mg/日 とされているが（12–14歳で 812–991 mg/日）、平均摂取量は 505 mg であり、推奨量を満たしていない栄養素となっている。一方でカルシウムの過剰摂取（3000 mg/日以上）による障害として、高カルシウム血症、高カルシウム尿症、軟組織の石灰化、泌尿器系結石、前立腺がん、鉄や亜鉛の吸収障害、便秘などが知られているが、サプリメントの使用などがなければふつうこの量には達しない。日本では摂取量の20%ほどを野菜から得ているが、野菜の中には生体内では利用不可能な形のカルシウム（シュウ酸カルシウム）を多く含むものもいる（ホウレンソウなど）。利用可能なカルシウムが多い野菜としては、葉トウガラシ、コマツナ、モロヘイヤ、シソ、カブ葉、ダイコン葉などがある。

#### マグネシウム
マグネシウム (Mg) は、ヒト体内では約60%が骨に含まれるが、細胞膜の透過性や筋収縮、神経伝達に関与し、またエネルギー代謝に関わる酵素の要素として重要な働きをもつ。マグネシウムが欠乏すると、吐き気、嘔吐、眠気、脱力感、筋肉の痙攣、ふるえ、食欲不振などの症状が生じる。マグネシウム必要量は 4.5 mg/kg体重/日とされるが、平均摂取量は 247 mg/日でありほぼ必要量は満たしている。ただしマグネシウム不足は虚血性心疾患の可能性を増すことが示されており、特にカルシウムとの相対比（Ca/Mg比）を2以下にすることが重要とされる。したがって、カルシウム摂取量を増加させるためには、マグネシウム摂取量を増加させる必要がある。日本ではマグネシウム摂取においてマメ類を含む野菜は約21%寄与しているが、特にマグネシウム量が多い野菜には、ラッカセイ、葉トウガラシ、フダンソウ、シソ、バジル、ホウレンソウなどがある。

#### 鉄
ヒトの体内で、鉄 (Fe) の約70%は赤血球中のヘモグロビンに含まれるが、そのほかに筋肉、血清、カタラーゼやパーオキシダーゼなどの酵素の構成要素として存在し、さまざまな生体機能に関わっている。食品中に含まれる鉄にはヘム鉄と非ヘム鉄があり、利用効率はヘム鉄の方が高いが、植物に含まれる鉄は非ヘム鉄である。日本人の鉄推奨量は 7.5–11 mg/日とされるが、平均摂取量は 7.6 mg/日であり、そのうち約28%を野菜から得ている。鉄含量が多い野菜として、パセリ、ヨモギ、ヨメナ、フダンソウ、ツマミナなどがある。非ヘム鉄の吸収効率は、ビタミンCやタンパク質摂取によって上昇し、茶のカテキンやポリフェノールによって低下することが知られている。

### ビタミン
ビタミンとは、微量であるが生体に必須であり、自身で合成できないため外界からの摂取が必要な有機化合物のことである。ヒトに必要なビタミンとしてはおよそ13種類が知られており、脂溶性ビタミン（ビタミンA、E、D、K）と水溶性ビタミン（ビタミンB1, B2、B6、B12、ナイアシン、パントテン酸、葉酸、ビオチン、ビタミンC）がある。野菜は、重要なビタミン源となっている。

#### ビタミンA

ビタミンA（レチノール）

ビタミンAとよばれる物質にはいくつか（A1系、A2系など）があるが、狭義にはレチノールを指す。植物はレチノールをもたないが、生体内でビタミンAに変換される物質（プロビタミンA）であるβ-カロテンを多く含む（下記参照）は重要なプロビタミンAである。そのため、食品のビタミンA効力は、レチノールとβ-カロテン効力を合計したものとされている。ビタミンAは視覚に重要な物質であり、また皮膚や粘膜の代謝、免疫機構の維持に重要な働きをもつ。レチノールとしての過剰摂取には毒性があるが、プロビタミンAであるβ-カロテンでは過剰摂取の問題は起きないとされる。日本人成人のビタミンA推奨量は 650–900 μgRAE/日であるが、平均摂取量は 534 μgRAE/日である。2002年の時点では、摂取量の57.3%を緑黄色野菜から摂取しているとされる。野菜の中では、シソやモロヘイヤ、ニンジン、トウガラシ、パセリなどに多い。

#### ビタミンE

ビタミンE_{1}（α-トコフェロール）

ビタミンEとしてはいくつかのトコフェロールなどがあり、脂溶性の抗酸化物質として働き、生体膜の安定化や損傷防止にはたらいている。日本人成人のビタミンE目安量は 5–7 mg/日、平均摂取量は 6.9 mg/日であり、一般的な食事をしている場合は欠乏することはないとされるが、不飽和脂肪酸の摂取量が多いとビタミンEの必要量が増加する。コムギやコメの胚芽、植物油に多いが、野菜ではトウガラシ、ラッカセイ、モロヘイヤ、カボチャなどに多い。一方でアルファルファやインゲンマメには、ビタミンEの利用効率を低下させる物質が含まれることが知られている。

#### ビタミンK

ビタミンK_{1}（フィロキノン）

ビタミンKには、フィロキノン（ビタミンK1）やメナキノン（ビタミンK2）などいくつかの物質が知られている。生体内にはビタミンK依存性タンパク質が多くあり、特に血液凝固に重要な働きをもつ。ビタミンK目安量は日本人成人で 150 µg/日 とされるが、摂取量は 250 µg/日であり、また一般的に腸内細菌によってビタミンK2が合成されるため、欠乏症は起こりにくい。ビタミンK1は緑葉野菜に多く含まれ、特にパセリ、シソ、モロヘイヤ、アシタバ、バジルなどに多い。

#### ビタミンB1

ビタミンB_{1}（チアミン）

ビタミンB1は最初に発見されたビタミンであり、チアミンともよばれ、糖代謝のさまざまな酵素の補酵素となり、また神経のはたらきを正常に保つ。ビタミンB1欠乏症として、脚気やウェルニッケ脳症が知られている。ビタミンB1推奨量は、日本人成人で 0.9–1.4 mg/日 とされ、平均摂取量は 0.95 mg/日 である。日本人のビタミンB1摂取の13.7%は野菜からとされる（2002年）。野菜では、ラッカセイ、グリーンピース、エダマメ、ソラマメ、豆苗などに多い。また一部の魚介類やワラビ、ゼンマイなどはビタミンB1分解酵素をもつことが知られている。

#### ビタミンB2

ビタミンB_{2}（リボフラビン）

ビタミンB2はリボフラビンであり、生体内ではほとんどがフラビン酵素の補酵素としてフラビンモノヌクレオチド（FMA）またはフラビンアデニンジヌクレオチド（FAD）として存在する。フラビン酵素は、ミトコンドリアの電子伝達系、過酸化脂質の代謝など生体内の重要な酸化還元反応にはたらいており、ビタミンB2が不足すると、眼、口唇、舌、皮膚、神経などに症状が現れ、成長阻害が生じる。また他のビタミンの代謝にも関わり、ビタミンB2の不足はビタミンB6やナイアシンの欠乏をもたらす。ビタミンB2推奨量は日本人成人で 1.0–1.7 mg/日、摂取量は 1.19 mg/日 とされる。摂取量の12.6%は野菜から得ているとされる（2002年）。ビタミンB2は、野菜ではモロヘイヤ、シソ、ヨモギ、葉トウガラシなどに多い。

#### ビタミンC

ビタミンC（アスコルビン酸）

ビタミンCは、壊血病を改善する物質（抗壊血病 anti-scorbutic）という意味でアスコルビン酸ともよばれる。ビタミンCは生体内では陰イオンの形で存在し、これが酸化されて生じるモノデヒドロアスコルビン酸は反応性が高いため、生体内で生じる活性酸素と反応してこれを不活性化する。また、さまざまな酸化還元反応に関与し、コラーゲン合成、コレステロールから胆汁酸の生成、チロシン代謝、鉄吸収、解毒、免疫増強などにはたらく。日本人成人に対するビタミンC推奨量は 100 mg/日 とされ、平均摂取量は 99 mg/日である。摂取量の28.9%を緑黄色野菜から、25.7%をそれ以外の野菜から得ている（2002年）。ビタミンCが多い野菜は、パプリカ、メキャベツ、菜花、パセリ、ブロッコリーなどである。ホウレンソウは、旬である冬季に収穫されたものに比べて、夏に収穫されたものではビタミンC量が3分の1程度しかないことが知られている（他の成分はほとんど変わりない）。ビタミンCは水溶性であり、水にさらす時間が長いほど減少してしまい、例えばニンジンを千切りにして水に5分さらすと、ビタミンCが30%ほど減少する。また、ゆで時間が長くなるほどビタミンCの損失量が多くなる。野菜を煮るときは、野菜を大きめに切ったほうがビタミンCは失われにくくなる。

### 食物繊維

セルロース

ペクチン

ヒトの消化酵素で分解できない食品成分のことを、食物繊維という。植物の細胞壁成分などとして存在し、水に溶けない不溶性食物繊維としてはセルロースやヘミセルロースなどがあり、水に溶ける水溶性食物繊維としてはペクチンやグルコマンナンなどがある。食物繊維は便通を整え、また過剰な脂質や糖、ナトリウムなどを吸着して体外に排出する働きがある。野菜としては、サツマイモ、切り干し大根、カボチャ、ゴボウ、タケノコ、ブロッコリー、モロヘイヤ、インゲンマメ、アズキなどに食物繊維が多い。厚生労働省策定の「日本人の食事摂取基準（2020年版）」では、食物繊維の望ましい摂取量は、成人男性で 21 g/日以上、成人女性で 18 g/日以上とされている。
一方で、大腸内の腸内細菌が、一部の食物繊維を分解することが知られている。このように食物繊維は腸内細菌の栄養源となり、腸内細菌の組成に大きく影響する。このような分解によって生じる酪酸、プロピオン酸、酢酸などの短鎖脂肪酸は、腸内環境の安定化に寄与することが示唆されている。この反応には食物からのビタミンB1供給が重要であることが知られているが、一方で腸内細菌がビタミンB1、B2、B3、B5、B6、B7、葉酸、B12、ビタミンKなどを生成することも知られている。

### ファイトケミカル
一般的に、ファイトケミカル（フィトケミカル、phytochemicals）とは植物に含まれる二次代謝産物（広義には一次代謝産物を含む）の総称であり、紫外線や害虫防御のための色素、香り、苦味、あくなどの成分となるものがよく知られている。ポリフェノールやカロテノイド、イオウ化合物、テルペン、グルカンなどがあり、これらの中には抗酸化能による活性酸素の除去や免疫力向上などをもたらすものがあると考えられている。

#### ポリフェノール

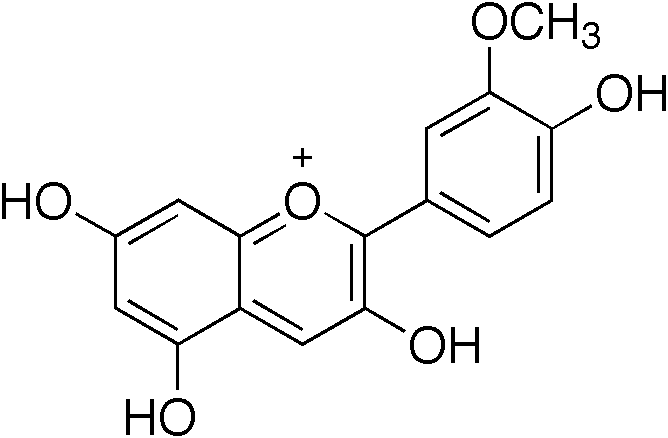
ペオニジン（アントシアニンの一種）

イソフラボン

ショウガオール

(+)-カテキン

ポリフェノールとは、複数のフェノール性ヒドロキシ基をもつ物質のことである。アントシアンやフラボノイドなどの色素、灰汁（あく）の苦味成分となるタンニンなどはポリフェノールである。ヒトにとってポリフェノールの主な機能は抗酸化作用であり、がん予防や血中コレステロールの酸化を防いで動脈硬化を予防する働きがあるとされる。そのほかにも個々の物質によって異なる生理作用があるが、その効用は数時間内といわれる。
- アントシアニン：紫キャベツ、紫芋（サツマイモ）、赤ジソ、インゲンマメなどに含まれる紫色の色素であり、抗酸化作用をもち、また目の働きによいともいわれる[39]。
- イソフラボン：ダイズなどに含まれる。女性ホルモンに似た働きをし、骨粗鬆症予防、更年期障害によいといわれる[39]。
- ショウガオール：ショウガに含まれる辛味成分で、抗菌作用、食欲増進作用がある[39]。
- カテキン：茶に多いが、インゲンマメやレンコンにも含まれる[183]。殺菌作用がある[182]。

#### カロテノイド

リコペン

ルテイン

クリプトキサンチン

カプサイシン

カロテノイド（カロチノイド）は、基本的に植物のみが生成できる赤色から黄色の色素であり、炭素と水素のみからなるカロテン（カロチン）と、酸素を含むキサントフィルに分けられる。カロテンには、α-カロテン、β-カロテン、γ-カロテン、リコペン（リコピン）などがあり、多くは人間の体内でビタミンA（レチノール）に変換されるため、プロビタミンAともよばれる。植物内にはβ-カロテンが最も多く、2分子のレチノールに転換され（他のカロテノイドは1分子）、転換効率は50%ほどとされる。レチノールに変換されないカロテン類は、抗酸化作用を発揮する。また、キサントフィルにはアントシアニン、ルテイン、カプサイシンなどがあり、これらはビタミンAとしては働かないが、抗酸化作用を発揮し、がん予防や老化防止に役立つと考えられている。カロテノイドは脂溶性であり油に溶けるが、油に溶けたものの方が結晶形のカロテノイドよりも吸収効率が良いため、油を用いて調理した方がよいとされる。
- リコペン：トマト、スイカ、金時人参などに含まれる赤色のカロテン。ビタミンA能はないが、抗酸化作用がある[39][184]。
- ルテイン：ホウレンソウ、コマツナ、ケールなどの緑黄色野菜に含まれる黄色のキサントフィル。抗酸化作用が高く、眼病予防にも良いといわれる[39]。
- クリプトキサンチン：赤ピーマンなどに含まれるオレンジ色のキサントフィル。柑橘類、カキ、パパイヤ、アンズなどの果物にも含まれる[39]。
- カプサイシン：赤トウガラシ、パプリカなどに含まれ、抗酸化作用がある[39]。

#### イオウ化合物

硫化アリル

イソチオシアン酸エチル

アメリカ国立癌研究所 (NCI) が中心となって研究したデザイナーズフーズの上位に、ニンニクやタマネギ、キャベツがランクされたことから、これらの野菜に含まれる特有の臭いと生理活性をもつイオウ化合物が注目されるようになった。
- 硫化アリル：ネギ、タマネギ、ニラ、ラッキョウなどヒガンバナ科ネギ属に共通して含まれる刺激臭のある成分で、ビタミンB1の吸収を助け、炭水化物の代謝を活発にする働きがある。また、血液の粘度を下げる働きがあるといわれ、血栓を予防するともいわれている[182]。
  - アリシン：硫化アリルの一種であり、ニンニクやネギ臭の素になる成分[182]。生ニンニクにはアイリンという無臭成分が含まれているが、空気に触れるとアリシンに変化する[182]。ビタミンB1の吸収を助け、血栓予防、貧血予防、血中コレステロール値の上昇の抑制のほか、強力な抗酸化作用が知られている[182]。
- イソチオシアネート：キャベツ、ブロッコリーなどアブラナ科野菜に特異的に含まれる臭い成分[182]。遺伝子が傷ついた細胞増殖の抑制、発がん性物質の活性化の抑制、抗菌作用のほか、女性ホルモンと似たような働きをすると言われている[182]。

### 機能性成分
近年では「食と健康」に対する関心が高まり、健康の維持・回復、がんや生活習慣病予防に関して野菜の生理的機能が注目されている。
食品は発がんにつながるものを含む一方で、野菜の摂取が発がんのリスクを低減させることも示唆されている。がん予防効果が期待できる成分として、ビタミン、食物繊維、カロテノイド、ポリフェノール、テルペノイド、イオウ化合物、インドール系化合物などがしばしば取り上げられている（ただし、これらが確実に有効と実証されているわけはない）。1990年代に、米国では食によるがん予防を目的としたデザイナーフーズ計画が発足し、それまでの調査・研究を総合的に評価した。その結果、がん予防効果があると最も期待される野菜としてキャベツ、ダイズ、ニンジン、セロリ、パースニップ、ショウガ、ニンニクなどが、次点としてブロッコリー、カリフラワー、メキャベツ、トマト、ナス、ピーマン、タマネギなどが挙げられている。また、世界がん研究基金とアメリカがん研究協会は、7000以上の研究を根拠に「食べもの、栄養、運動とがん予防」を報告しており、この中で野菜の摂取を推奨している（詳細は「食生活指針」を参照）。
活性酸素の過剰な産出や蓄積はがん、心筋梗塞、糖尿病、脳浮腫、自己免疫疾患など生活習慣病の引き金となることが示されている。このような反応に対する抗酸化物質源として、野菜が注目されている。野菜がもつ抗酸化物質として、ビタミン（C, E）、ポリフェノール、カロテノイド、タンニン、リグナンなどがある。また、免疫活性の維持・強化に野菜が有効な可能性も示されている。
野菜は、果物とともにアルカリ性食品に分類されている（詳細は、酸性食品とアルカリ性食品を参照）。

### 望ましい摂取量
21世紀における国民健康づくり運動（健康日本21）では、望ましい野菜の摂取量は成人1人1日あたり 350 g 以上とされている。日本人の平均ではこの目標に対して8割程度の摂取量にとどまっており、特に若年層においては7割から6割程度である。2012年（平成24年）の調査では20歳以上の日本人の平均野菜摂取量は、286.5 g/日であった。所得と生活習慣等に関する状況の調査においては、所得が低いほど野菜摂取量が低い傾向が見られた。

### 野菜摂取量と死亡率
野菜摂取量が多いグループでは全死亡リスクが約7-8％低いことがわかった。

### 嗜好性成分
野菜は、種類によって望まれる色や香気、味、食感があり、これらのもととなる成分も重要な品質要素である。これらは栄養成分としては関わりないこともあるが、上記のような栄養成分と一致することもある。

#### 色
野菜の主な色素はクロロフィル、カロテノイド、アントシアニンであり、これらが緑色、黄色、赤色、紫色などそれぞれの野菜の色調をつくりだしている。
クロロフィルは緑色を呈する光合成色素であり、ホウレンソウやブロッコリーなどの緑色野菜の色の素となっている。クロロフィルは加熱、酸、アルカリ、強光に対して不安定である。野菜加工品の緑色保持には、炭酸ナトリウムなどによって弱アルカリ性にすることがよく行われている。また短時間の熱処理（ブランチング）を行うことによって、クロロフィルがクロロフィリドになり、野菜の緑色が鮮やかになる。野菜をゆでると有機酸が溶け出して酸性になり、クロロフィル中のマグネシウムが外れて緑褐色のフェオフィチンになってしまうが、食塩を加えることによってこれを抑えることができる。また、漬物では酸性化してクロロフィルが分解、褐色化するが、漬け込む前の軽いブランチング、マグネシウムを含む未精製塩の使用、銅の添加などで緑色保持を図ることがある。
カロテノイド（カロチノイド）は一般に熱に対して安定であり、調理・加工によって著しく変色・退色することはない。カロテノイドは、ビタミンAの原料（プロビタミンA）や抗酸化物質として重要である（上記参照）。
アントシアニンは青色、紫色、赤色を示す色素であり、一般的にアルカリ性では青色、酸性では赤色を呈する。アントシアニンは、加熱によって著しく退色する。またアントシアニンはポリフェノールの一群であり、酵素的に変性して野菜が褐変することがある（下記参照）。しかし金属と錯体を形成すると安定化するため、鉄やミョウバンを加えたり鉄鍋で調理することによって色を保つことがある。
アントシアニンやクロロゲン酸などのポリフェノール、ジャガイモのチロシンなどは、ポリフェノール酸化酵素によって酸化されて変色することがあり、この変色は酵素的褐変とよばれる。また加工過程や貯蔵中に、アミノ化合物（アミノ酸など）とカルボニル化合物（ブドウ糖など）が結合して褐色の物質（メラノイジン）を生成することもあり、非酵素的褐変とよばれる。切り干し大根は当初は白色であるが、保存中に褐色化し、これには酵素的褐変と非酵素的褐変の両方が関わっている。

#### 香気成分
香気は味とともの食品の重要な品質要因であり、特にその食品の香気を特徴づける物質をキーコンパウンドという。ただし、単一の物質が香気全体を規定することは少なく、ふつういくつかの物質が複合的に関わっている。野菜では、アルコール類、有機酸、エステル類、アルデヒド、ケトン類、イオウ化合物、テルペン類などが主な香気成分である。しかし近年では、消費者の嗜好変化に合わせて、シュンギク、トマト、キュウリ、ニンジン、セロリなどにおいて香気が弱い品種や栽培法が用いられるようになっている。

#### 味覚成分
野菜の中で甘味が品質要因となるものとして、トマト、カボチャ、ブロッコリー、カリフラワー、ネギ、タマネギ、ニンニク、ニンジン、クワイ、レンコン、ユリネなどがある。おもな甘味成分は単糖類や少糖類であり、またグリシン、アラニン、セリン、テアニン、ベタインなどのアミノ酸も甘味を呈する。タマネギを炒めると甘味が生じるのは、辛味成分であるジアリルジスルフィド（下記参照）が分解されてショ糖の50–70倍の甘味を呈するプロピルメルカプタンが生成されるためである。サツマイモは、ゆっくりと加熱したほうがβ-アミラーゼ活性が強くなり、デンプンが分解されて甘味が強くなる。実エンドウやエダマメ（ダイズ）、スイートコーンは、収穫後短時間で糖類などが変化し食味が低下するため、すぐに低温貯蔵または加工処理を行う。
酸味のもととなるのは、無機酸や有機酸による水素イオンである。野菜において酸味が重要であることは少ないが、イチゴやトマトの酸味成分はクエン酸やリンゴ酸などの有機酸である。
野菜における旨味成分は、おもに遊離アミノ酸であり、特にグルタミン酸やアスパラギン酸（この名はアスパラガスに由来する）、アラニン、ロイシンなどが旨みを呈する。キノコ類は野菜に含まれることもあるが、有機酸、遊離アミノ酸、糖アルコールなどの旨み成分が多い。
辛味とは、口腔全体に感じられる痛感であり、いくつかの野菜がそれぞれ異なる成分による辛味を呈する。アブラナ科の野菜（ダイコン、ワサビ、セイヨウワサビ、カラシナなど）はグルコシノレート類（カラシ油配糖体）を含み、これに酵素であるミロシナーゼが働くと辛味成分であるイソチオシアネート（カラシ油）が生成される。トウガラシ（ナス科）は、アミノ酸であるバリン、フェニルアラニンおよびロイシンを前駆体としてカプサイシンなどのカプサイシノイドを生成する。タマネギやニンニク、ニラ、ネギなどネギ属（ヒガンバナ科）の辛味成分は、ジアリルジスルフィドのようなイオウ化合物であり、その香気とも関わっている。ショウガやウコン（ショウガ科）ではショウガオールのようなグアヤコール化合物、ハッカやタイム（シソ科）ではメントールのようなテルペン類（精油）が辛味成分となる。

#### 食感
食物を食べる際に舌や口腔内壁で感じる触覚（舌ざわり、歯ごたえ、口あたりなど）は食感（テクスチャー）とよばれる。食品を評価する上で、食感は外観・色・味・香気などとともに重要な品質要因であるが、個人差も大きく、客観的な評価や数値化が難しい。特に野菜は種類によって特有の食感があるが、一般的に水や多糖類が大きく影響する。
野菜の多くは水分量が多く、その食感に大きく関わる。特に葉菜類では水分量の変動が大きく、不適切な貯蔵などによって容易に水分が失われて萎れてしまう（萎ちょう）。植物細胞は細胞壁に囲まれているため、水につけることによって細胞内に水が侵入して膨圧が生じ、軽い萎ちょうから復活、シャキッとした新鮮さが得られる。一方、切断した野菜に塩をふるなどすると、細胞内の水が流出してしんなりとする。
イモ類やマメ類はデンプンを多く含むが、デンプンは直鎖状のアミロースと分枝が多いアミロペクチンからなり、アミロースとアミロペクチンの量比は食感に影響する。ヤマノイモ類をすりおろすと、粘液物質であるマンナンやムチンが出て、また空気が含まれることで特徴的な食感が生じる。野菜をゆでると組織が柔らかくなるが、これは細胞間をつないでいるペクチンが溶けて細胞間の結合がゆるむためである。一方、ゴボウやレンコンを酢水でゆがくとペクチンが安定化し、サクサクとした食感になる。またペクチンはカルシウムなどの2価イオンが結合することで架橋され、これはダイコン漬物のパリパリとした食感に関わっていることがある。

### 有害物質
野菜には好ましくない物質や有害物質が含まれていることもあり、基本的にこれらの物質は調理・加工の過程で除去される。
好ましくない色、渋味、えぐ味、苦味の原因となる物質は、灰汁（あく）と総称される。灰汁の中には、風味を損なうだけではなく、有害なものもある。ワラビやゼンマイ、フキ、ウドなどいわゆる山菜として扱われるものは、一般的に灰汁が多い。野菜の灰汁としては、無機塩、有機塩、有機酸、タンニン、サポニン、アルカロイド、配糖体、テルペンなどがある。無機塩は含有量が1.5%になると灰汁を強く感じ、特にカリウム塩が多いと不快に感じるという。有機酸の一種であるシュウ酸はホウレンソウなどに多く、カルシウムやマグネシウムの吸収を阻害し、また腎臓結石の原因ともなる。一般的な灰汁抜きの手法は、ゆでてから水にさらすことや、ゆで水に塩、酢、糠、灰汁、ミョウバン、炭酸ナトリウム、重曹、ミカンの皮などを加えることが行われる。
上記のように、さまざまな野菜の成分について有効性が示唆されているが、これらの成分の極端な摂取が害に働くこともある。例えば辛味成分であるトウガラシのカプサイシンは脂質代謝を亢進し、体脂肪低下などにつながる可能性があるが、一方でその刺激性のため腹痛や下痢、ときには潰瘍を誘発する。同じく辛味成分であるアブラナ科植物のイソチオシアネートは、発がん抑制や血圧降下作用をもたらす可能性があるが、一方で悪心、嘔吐、腹痛を引き起こし、腎臓障害や甲状腺におけるヨウ素取り込み阻害をもたらすことがある。
野菜の中には有害物質を含むものもある。特にジャガイモの芽に多く含まれるアルカロイドであるソラニンはよく知られており、調理の際に芽や緑色の皮は除去される。またワラビはプタキロシド、ツワブキはピロリジンアルカロイドなどの発がん性の可能性がある物質を含んでおり、調理によってこれらの物質は除去・不活性化される必要がある。ホウレンソウなどには硝酸塩や亜硝酸塩が比較的多いが、これらはゆでてから冷水で洗うことで減少する。またニンジンやキュウリにはアスコルビン酸酸化酵素が含まれ、ビタミンCを酸化してしまう。一部の野菜は、タンパク質分解酵素に対する阻害物質を含む。

## 安全性
野菜は、人間によって長年にわたって改良され、食べ続けられてきたものであるため、安全性は確保できていると考えられている。しかし、野菜の安全性に関してまだ結論が出ていないことも多く、新しく作り出された野菜の品種などは必ずしも安全性が確かめられているわけではなく、未知のリスクの可能性も指摘されている。健康的な食生活を送るためにも、なるべく多くの種類の野菜を適量摂ることが、安全な野菜の食べ方とされている。

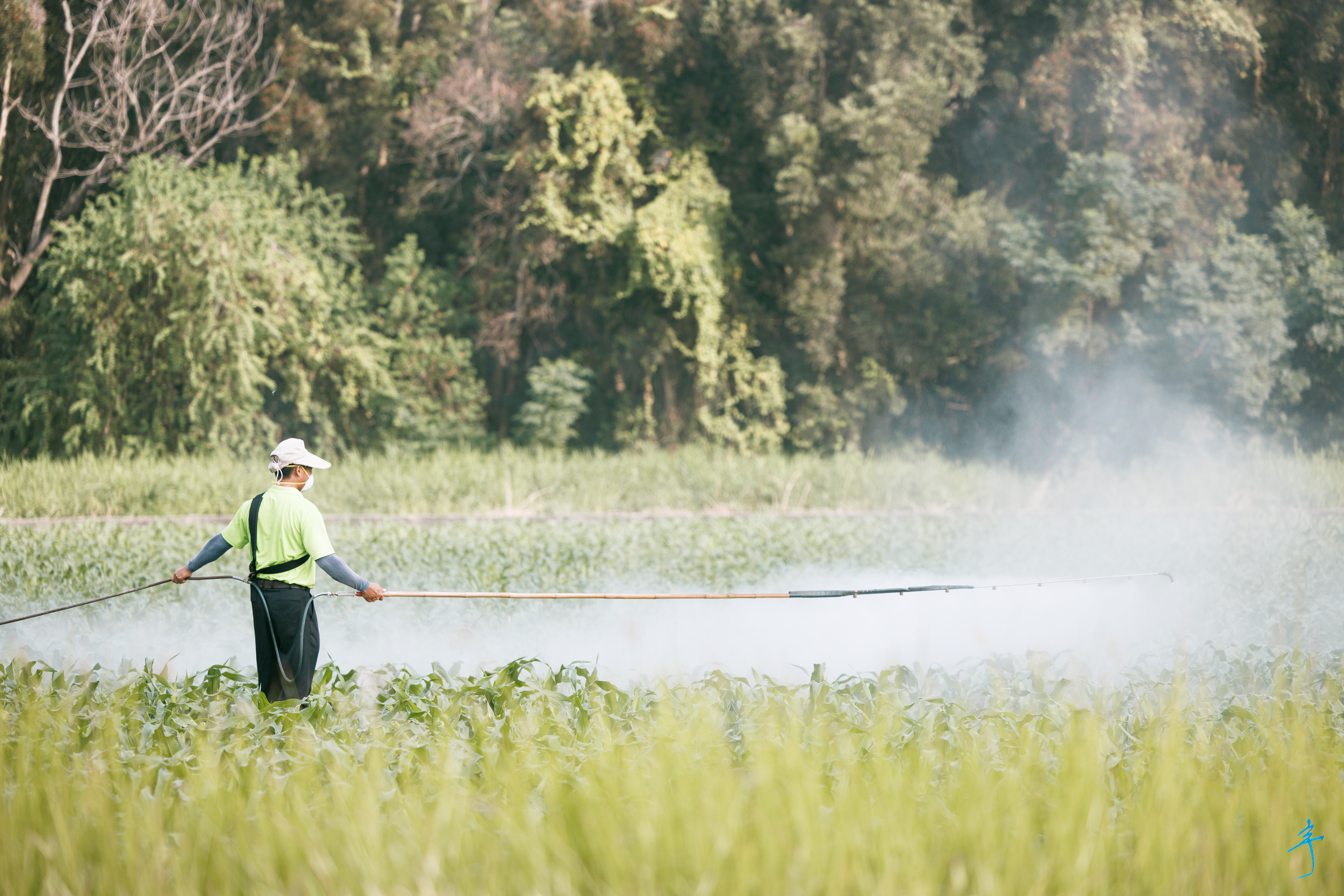
農薬散布

野菜を生産するうえで、病虫害や雑草を抑止する目的で農薬が使用されるが、農薬の残存化学物質は人間にとっても癌などのリスクがあるので好ましいものではない。しかし、農薬を使用しなければ、地球上の人類を養うだけの農作物の生産量は確保できないとされており、農薬を正しく用いる農法が一般に行われている。先進国のように農薬の製造や使用が適正に規制されている国では、農薬を正しく使用している限りは癌を含む疾病のリスクはないと考えてよいとされている。しかし、農薬が適正に使用されていない状況でつくられた野菜は、人体に害を及ぼす可能性がある。しばしば「野菜には残留農薬の危険があるから、よく洗ってから食べる」という意見があり、ていねいな水洗いや加熱調理が野菜についている残留農薬を減らすことになるのは間違いではないが、先進諸国において野菜を洗うことによって農薬の害が低減するといった科学的根拠となる研究結果はほとんどない。
野菜の安全性に関して注目されるものに、原則として農薬や化学肥料を使わずに栽培（有機栽培）された野菜（有機野菜、オーガニック野菜）がある。有機食品市場は世界で拡大しており、日本では2022年に2,240億円、2009年と比較して1.7倍に拡大している。有機野菜は栽培法による分類であり、日本のJAS法では厳密な規定により認定を受けたものだけが有機野菜と表示することができる。有機野菜は「安全で高品質」といったイメージがあるが、これを支持する明確な研究結果はほとんどない。2006年に日本で制定された「有機農業の推進に関する法律」では、化学肥料、農薬、遺伝子組換えを利用しないこととともに、農業生産に由来する環境負荷をできる限り低減することが重視されている。
また、日本では有機栽培と一般的な栽培（慣行栽培）の中間的なものとして、「無農薬」「減農薬」「無化学肥料」「減化学肥料」があったが、これらの表現は生産者によって定義が異なり、消費者に誤解を与えやすいという理由で、2004年に表示が禁止された。農林水産省のガイドラインでは、有機栽培と慣行栽培の中間的な栽培様式（農薬、化学肥料の使用量が規定の5割以下に制限されている）によって生産された野菜は、特別栽培野菜としている。また慣行栽培であっても、残留農薬量は無毒性量（有害な影響が見られない最大量）の1/100以下と規定されている。

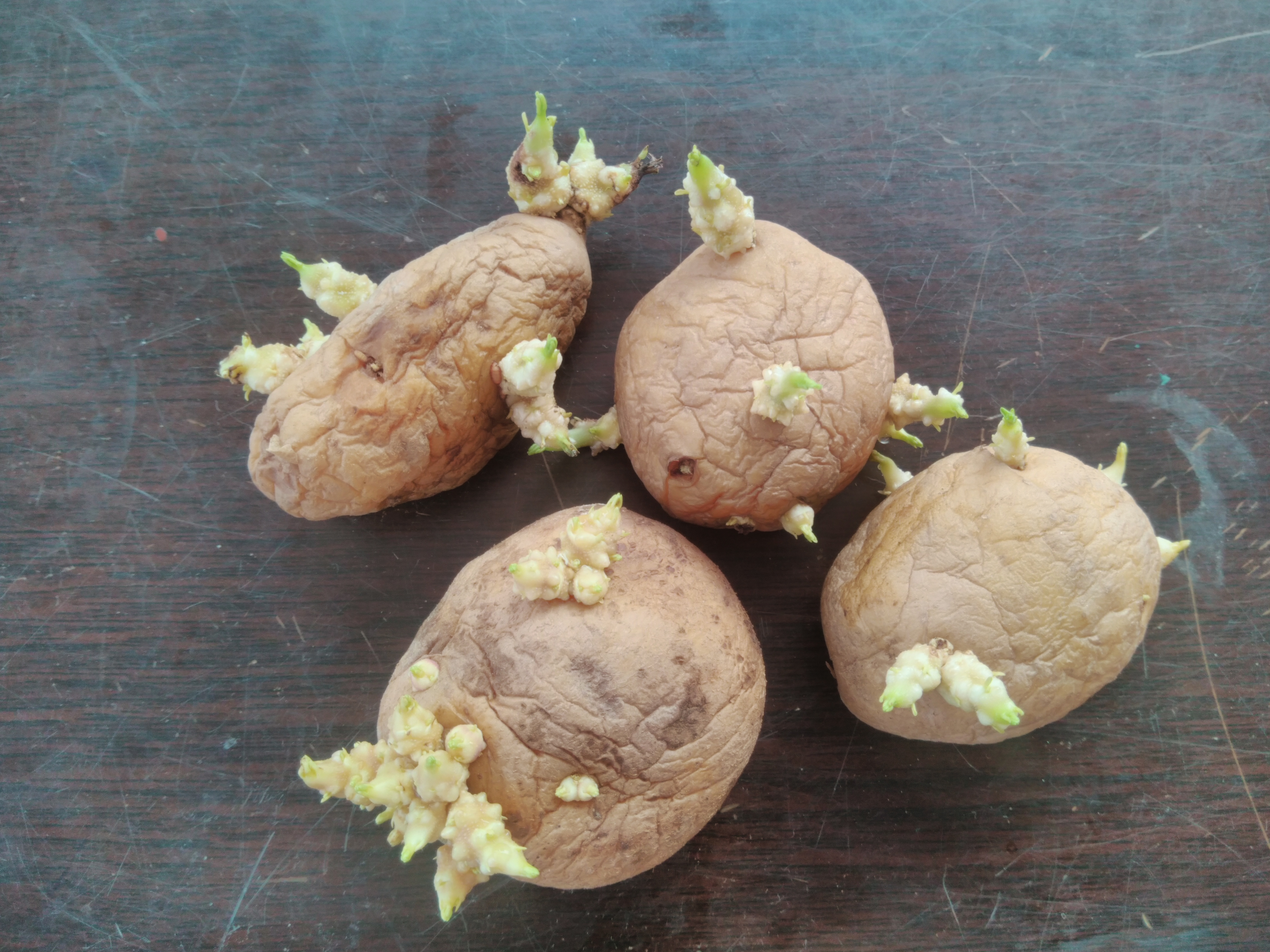
芽を出したジャガイモ（有毒）

放射線照射野菜で知られるものに、発芽防止目的で使用されているジャガイモがある。放射線を当てた食品が放射能をもつことはなく、健康に害を与えるようなこともないとされている。ジャガイモの芽に含まれるアルカロイド (PGA) による食中毒リスク、輸入スパイスに付着する病原菌リスク、食品保存に使われる燻蒸の発がん性リスクを軽減するために、放射線照射が用いられている。また、放射線を当てることによって殺菌効果が高められるため、食品が腐りにくくなるという利点もある。

世界各国の遺伝子組換え作物栽培面積（2019年）
1000万ヘクタール以上
5万–1000万ヘクタール
5万ヘクタール未満
なし

遺伝子組換え作物とは、別の生物の遺伝子を導入することによってつくられた作物である。遺伝子組換え作物は、それを食べた人の遺伝子に影響を与えることはない。遺伝子がつくる物質はタンパク質であるため、そのタンパク質が人の健康に害を及ぼすかどうかが、遺伝子組換え作物の安全性の評価となる。害虫抵抗性遺伝子組換えトウモロコシであるスターリンク（StarLink）は、「そのタンパク質がアレルギーの原因となる可能性」を否定できるだけのデータが不十分であったため、米国内の飼料用に限って利用されていたが、2000年に食料用や輸出品への混入が確認され大きな問題となった。遺伝子組換え作物の必要性については意見が分かれるところであるが、その食品としての安全性について現段階では害は認められていない。ただし、食品としての安全性とは別に、遺伝子組換え作物の導入による生物多様性への影響が懸念されることもある。2020年現在、日本では、海外で生産された遺伝子組換え作物である飼料用のトウモロコシ、油糧用のダイズ、ナタネなどが輸入・利用されているが、日本で栽培されてる遺伝子組換え作物は青いバラと青いカーネーションだけであり、遺伝子組換え野菜は栽培されていない。海外では、日持ち性を向上させたトマト、ウイルス抵抗性のトマトやジャガイモなどが流通している。また2010年代には、クリスパー/キャスナインを用いたゲノム編集によってその生物の特定の遺伝子に変異を起こさせることが可能になり、これを利用したゲノム編集作物が開発され、実用化されている。遺伝子組換え作物とは異なり外来遺伝子を含まないことから、日本ではゲノム編集作物は規制対象外で安全性審査は不要とされているが、遺伝子組換え作物と同じ扱いとしている国もある。日本では2024年現在、ゲノム編集野菜として、GABA含量を高めたトマトが市販されている。